# Geschichte Rumäniens
Die Geschichte Rumäniens umfasst die Entwicklungen auf dem Gebiet des heutigen Staates Rumänien von der Urgeschichte bis zur Gegenwart. Das Geschichtsbild der heutigen Rumänen ist stark vom Rückgriff auf die Epoche der Römer geprägt, was sich auch im Namen Rumänien oder rumänisch România (französisch Roumanie; englisch Romania) widerspiegelt. Romania war in der Spätantike eine übliche Bezeichnung für das Römische Reich, im Mittelalter für das Gebiet des Byzantinischen Reichs. Die auf dem Gebiet des späteren Rumänien ansässigen Daker wurden 106 n. Chr. durch Trajan in das Römische Reich eingegliedert und sprachlich sowie kulturell romanisiert. 271 wurden die römischen Truppen ans rechte Donauufer zurückgezogen. In den folgenden Jahrhunderten erfolgte mit der bulgarischen Herrschaft die Christianisierung und es setzte sich das kyrillische Alphabet durch, das 1862 zugunsten des lateinischen Schriftsystems abgeschafft wurde.

Territoriumsbildung der rumänischen Fürstentümer bis 1859 und Rumäniens, 1859–2014. Principatele: Fürstentumer, Regatul: Königreich.

## Völkerwanderung
Angesichts des Einfalls germanischer Völker zog sich die Verwaltung des römischen Reichs aus Dakien zurück. Die letzten Stellungen nördlich der Donau wurden während der Regierungszeit Aurelians (270–275) aufgegeben. Es folgten mehrere Wellen von Wanderungsbewegungen, darunter zunächst die der Westgoten und der Gepiden, dann im 7. Jahrhundert die der Slawen, überwiegend Siedler, die das Tiefland des heutigen Rumäniens kolonisierten. Sie kamen in Kontakt mit der dako-romanischen Bevölkerung, die noch im Hochland lebte, und wurden im Laufe eines jahrhundertelangen Zusammenlebens assimiliert. Auch viele Kriegerstämme zogen durch das rumänische Territorium, so die Hunnen, die Protobulgaren, die Magyaren im 9. Jahrhundert und die Tataren im 13. Jahrhundert (siehe auch Völkerwanderung).
Es gibt keine schriftlichen Nachweise für die Existenz von „Proto-Rumänen“ in der Gegend nördlich der Donau für das Jahrhundert nach Roms Rückzug aus Dakien. Es gibt aber wohl auch keinen Beweis für das Gegenteil. Dieser Umstand ist Grund für eine jahrhundertelange Fehde um Siebenbürgen zwischen rumänischen und ungarischen Historikern.
Einige Historiker behaupten, die Rumänen stammten tatsächlich nicht von den romanisierten Dakern ab, sondern kämen von südlich der Donau und hätten sich im heutigen Gebiet Rumäniens niedergelassen. (Zu dieser Debatte siehe: Dako-romanische Kontinuitätstheorie.)
Andere Historiker erklären das Fehlen schriftlicher Beweismaterialien mit dem Fehlen einer organisierten lokalen Verwaltung bis zum 12. Jahrhundert und dadurch, dass die Mongolen beim Plündern des Gebiets im Jahr 1241 jegliche existierenden Aufzeichnungen vernichtet hätten (siehe auch Nichtorganisierter Staat).

## Ungarische Migration
Im Jahr 896 ließen sich die Magyaren im zentralen Karpatenbecken nieder, nachdem sie zuvor von den Bulgaren unter Zar Simeon und den Petschenegen in Bessarabien vernichtend geschlagen worden waren. Ein Jahrhundert später dehnte Stephan I. das ungarische Königreich auf Siebenbürgen aus. Die Ungarn bauten Festungen, gründeten ein römisch-katholisches Bistum und begannen die dort angesiedelte Szekler-Bevölkerung zu missionieren. Es gibt Zweifel, dass sich unter den Missionierten auch Rumänen befanden, da diese bereits christlich waren und nach dem Morgenländischen Schisma der östlichen orthodoxen Kirche treu blieben. Stephan und seine Nachfolger warben deutsche und ungarische Siedler an, sich in der Region niederzulassen.

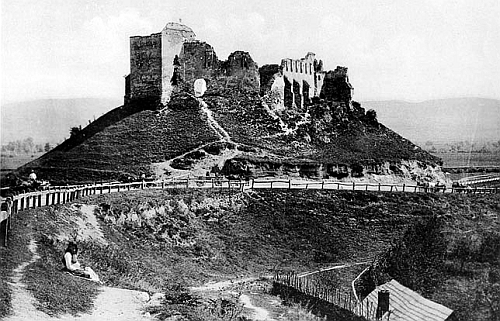
Ansicht der Marienburg über Feldioara in Rumänien, vor der Renovierung und dem Wiederaufbau 2013–2017

Die Siedler kamen teilweise von weit her, darunter Szekler und der aus Palästina zurückkehrende Deutsche Orden, der Kronstadt (rumänisch Brașov) gründete, dann aber nach einem Konflikt mit dem König 1225 in die Ostseeregion umsiedelte. Ungarns Könige förderten die Loyalität der Kolonisten, indem sie ihnen Land, Handelsprivilegien und ein beträchtliches Maß an Autonomie gewährten. Der Adelsstand war auf Katholiken beschränkt, und während rumänische Adlige zur römisch-katholischen Konfession konvertierten (was schließlich zu deren Magyarisierung führte), um ihre Privilegien zu bewahren, wurden viele orthodoxe Rumänen Leibeigene, sowie auch zahlreiche Ungarn und in geringem Maße auch Sachsen, die auf dem Komitatsboden lebten bzw. von ungarischen Adligen im Rahmen von Binnenkolonisation dort angesiedelt wurden.
1241 fielen die Mongolen von Norden und Osten her über die Karpaten in Siebenbürgen ein. Sie schlugen die Truppen Bélas IV. in die Flucht, brannten in Siebenbürgen und Zentralungarn die Siedlungen nieder und ermordeten einen Teil der Bevölkerung. Als die Mongolen sich 1242 schlagartig wieder zurückzogen, startete Béla ein energisches Wiederaufbauprogramm. Er lud weitere Fremde ein, sich in Siebenbürgen und anderen verwüsteten Regionen des Königreichs niederzulassen, gewährte lokalen Adligen Land und ordnete an, Festungen aus Stein zu errichten. Bélas Wiederaufbaubemühungen und das Aussterben der Árpáden-Dynastie 1301 verschob die Machtverhältnisse in Ungarn signifikant. Der Einfluss des Königs sank, und rivalisierende Magnaten errichteten für sich kleinere Königreiche, enteigneten Bauernland und verschärften die feudalen Pflichten.
Siebenbürgen wurde praktisch selbständig. Schon 1288 beriefen die siebenbürgischen Adligen ihre eigene Ständeversammlung ein. Unter steigendem wirtschaftlichem Druck von ungehemmten Feudalherren und religiösem Druck von eifernden Katholiken emigrierten viele Rumänen aus Siebenbürgen ostwärts und südwärts über die Karpaten und trugen entscheidend zur Gründung der Fürstentümer Moldau und Walachei bei.

## Mittelalterliche Staaten
Frühe rumänische Staaten bildeten sich im 10. und 11. Jahrhundert heraus und erscheinen in historischen Quellen unter dem Namen Wlachen (siehe auch Walachen). Die meisten dieser Staatsgebilde waren kleine Königreiche, die gewöhnlich nach dem Tod ihrer Oberhäupter zerfielen.
Von 1061 bis 1171 bildete die Walachei das Kernreich der turkstämmigen Petschenegen, dann von 1171 bis 1240 gehörten die Walachei und die Moldau zum Reich der ebenfalls turkstämmigen Kumanen. Einige (auch rumänische) Historiker behaupten, dass Rumänen in den niedrigen Teilen der Großen Walachei und der Moldau erst vorgedrungen sind, nachdem diese Gebiete von Petschenegen und Kumanen wieder geräumt wurden. Von Ende des 10. Jahrhunderts (Swjatoslaw I.) bis zum Beginn des 14. Jahrhunderts standen große Teile der Moldau wiederholt unter direkter Herrschaft bzw. indirekter Oberhoheit ostslawischer Fürsten (Kiewer Rus, Halytsch-Wolhynien).
Erst im 14. Jahrhundert entstanden die größeren Fürstentümer Moldau und Walachei. Siebenbürgen war zu dieser Zeit ein im Wesentlichen autonomer Teil des ungarischen Königreichs, ein Ergebnis der Eroberung der vorher existierenden kleineren politischen Formationen im 11.–13. Jahrhundert.

### Walachei und Moldau
Die Legende besagt, dass 1290 Negru Vodă, ein führender rumänischer Adliger, Fogarasch im Süden Siebenbürgens zusammen mit einer Gruppe Adliger verließ und im Gebiet zwischen den südlichen Karpaten und der Donau Țara Românească gründete. Der Name bedeutet wörtlich „rumänisches Land“ und bezeichnet tatsächlich die Walachei. Das Wort Walachei ist von dem slawischen Wort Vlach, dieses wiederum vom germanischen Walh abgeleitet, das ursprünglich, herrührend vom keltischen Nachbarvolk der Volcae (germanisch *Walhos), „Kelte“ überhaupt, dann „Fremder“ allgemein und auch „Romane“ oder „Lateinsprachiger“ bedeutete.
Eine zweite Legende erzählt, dass ein rumänischer Woiwode namens Dragoș die Karpaten überquerte und sich mit anderen Rumänen in der Ebene zwischen den Bergen und dem Schwarzen Meer niederließ. Zu ihnen stieß 1349 ein siebenbürgischer Woiwode namens Bogdan, der gegen seinen Lehnsherrn rebellierte und sich am Fluss Moldova niederließ, der der Moldau ihren Namen gibt. Bogdan erklärte ein Jahrzehnt später die moldauische Unabhängigkeit von Ungarn. Die zurückgebliebenen rumänischen Adligen in Siebenbürgen nahmen schließlich die ungarische Sprache und Kultur an. Die rumänischen Leibeigenen in Siebenbürgen sprachen weiterhin Rumänisch und blieben beim orthodoxen Glauben; sie waren aber machtlos, sich der ungarischen Herrschaft zu entziehen.
Von den oben genannten Legenden abgesehen, wurden die Fürstentümer Walachei und Moldau zunächst als Pufferzonen bzw. Grenzmarken zum Schutz des ungarischen Königreiches vor den von Nordosten und Süden einfallenden Wandervölkern vom ungarischen König eingerichtet. Ihre politische Unabhängigkeit erhielten die Fürstentümer 1330 (Walachei) und 1359 (Moldau).
Walachei und Moldau gewannen im Laufe des 14. Jahrhunderts, einer für Südosteuropa friedlichen und wohlhabenden Zeit, allmählich an Macht. Fürst Basarab I. der Walachei (ca. 1330–1352) musste, obwohl ihm 1330 ein Sieg gegen den ersten ungarischen Anjou-König Karl I. gelang, die ungarische Oberhoheit weiterhin anerkennen. Der Patriarch der orthodoxen Kirche in Konstantinopel dagegen richtete einen kirchlichen Sitz in der Walachei ein und ernannte einen Metropoliten. Die Anerkennung durch die Kirche bestätigte den Status der Walachei als Fürstentum, und die Walachei befreite sich 1380 von der ungarischen Oberhoheit.
Die Fürsten von Walachei und Moldau hatten fast absolute Macht; nur der Fürst hatte die Macht, Landbesitz zu verteilen und Adelstitel zu verleihen. Versammlungen der Adligen, oder Bojaren, und der höhere Klerus wählten Fürsten auf Lebenszeit, und das Fehlen eines Nachfolgegesetzes bereitete eine fruchtbare Atmosphäre für Intrigen. Vom 14. bis zum 17. Jahrhundert findet man in der Geschichte der Fürstentümer reichlich Stürze von Fürsten durch rivalisierende Parteien, die oft von Fremden unterstützt wurden. Die Bojaren waren von der Steuerzahlung ausgenommen, mit Ausnahme von Abgaben auf die Hauptquellen landwirtschaftlichen Vermögens. Obwohl die Bauern einen Teil ihrer Erträge in Naturalien an die lokalen Adligen abgeben mussten, war ihnen, abgesehen von ihrer untergeordneten Stellung, nie das Recht vorenthalten, Grund und Boden zu besitzen oder umzusiedeln.
Nach ihrer Gründung wiesen Walachei und Moldau eine ähnliche politische, gesellschaftliche und wirtschaftliche Struktur auf. Das Staatswesen, die politische Organisation und das Selbstverständnis orientierten sich stark am oströmischen (byzantinischen) Modell Konstantinopels. Dennoch blieb die Entwicklung beider Fürstentümer mit chronischen Hindernissen behaftet: Eine exzessive Fiskalität erwürgte die ohnehin wenig effiziente Landwirtschaft, die anhaltende politische Instabilität förderte nicht die Entfaltung stabiler interner Märkte und Städte. So blieb die Entstehung eines nennenswerten kommerziellen Lebens in der Hand fremder Kaufleute. Im Laufe der Zeit entwickelte sich der Handel zwischen den Mittelmeerländern und der Region am Schwarzen Meer. Händler aus Genua und Venedig gründeten Handelszentren entlang der Küste des Schwarzen Meers, wo Tataren, Deutsche, Griechen, Juden, Polen, Raguser und Armenier Waren tauschten. Die Rumänen (Walachen und Moldauer) lebten jedoch zumeist weiterhin von Ackerbau und Viehzucht.

### Siebenbürgen
In Siebenbürgen erholte sich das wirtschaftliche Leben nach der mongolischen Invasion rasch. Neue, von den deutschen Kolonisten aus Westeuropa mitgebrachte Anbaumethoden kurbelten den Ernteertrag an. Handwerker bildeten Zünfte, als das Handwerk erblühte; Gold-, Silber- und Salzabbau wurde ausgedehnt, und geldbasierte Geschäftsabschlüsse ersetzten den Naturalientausch.
Wenngleich die Stadtbewohner dank königlicher Privilegien und im Einklang mit dem mittelalterlichen Stadtrecht von feudalen Pflichten ausgenommen waren, dehnte sich der Feudalismus aus, und Adlige verschärften die Verpflichtungen. Die Leibeigenen rebellierten gegen die höheren Zahlungen; einige verließen das Land, während andere Gesetzlose wurden. 1437 erhoben sich rumänische und ungarische Bauern gegen ihre Feudalherren. Der Aufstand gewann Fahrt, wurde aber schließlich mit großem Aufwand von den vereinigten Kräften der ungarischen Adligen und mit Unterstützung durch die Sachsen und Szekler in Siebenbürgen niedergeschlagen. Daraufhin wurde die Union der drei Nationen (ungarischer Adel, Nationsuniversität der Sachsen und Szekler) geschlossen, die gelobte, ihre Privilegien gegen jegliche Macht außer der des ungarischen Königs zu verteidigen.
Das Dokument erklärte die Ungarn, Deutschen und Szekler zu den einzigen anerkannten Nationen in Siebenbürgen. Von da an waren alle anderen Nationalitäten dort, vor allem die Rumänen, nur „toleriert“. Nationen sind im mittelalterlichen Sinn wie hier jedoch als Stände und nicht als ethnische Volksgruppen zu verstehen. Der Adel bürdete seinen Leibeigenen allmählich noch härtere Bedingungen auf. 1437 beispielsweise musste jeder Leibeigene einen Tag im Jahr zur Erntezeit für seinen Lehnsherrn ohne Bezahlung arbeiten; 1514 mussten Leibeigene einen Tag pro Woche für ihren Herrn arbeiten, mit ihren eigenen Tieren und Werkzeugen.

## Unter Osmanischer Oberhoheit

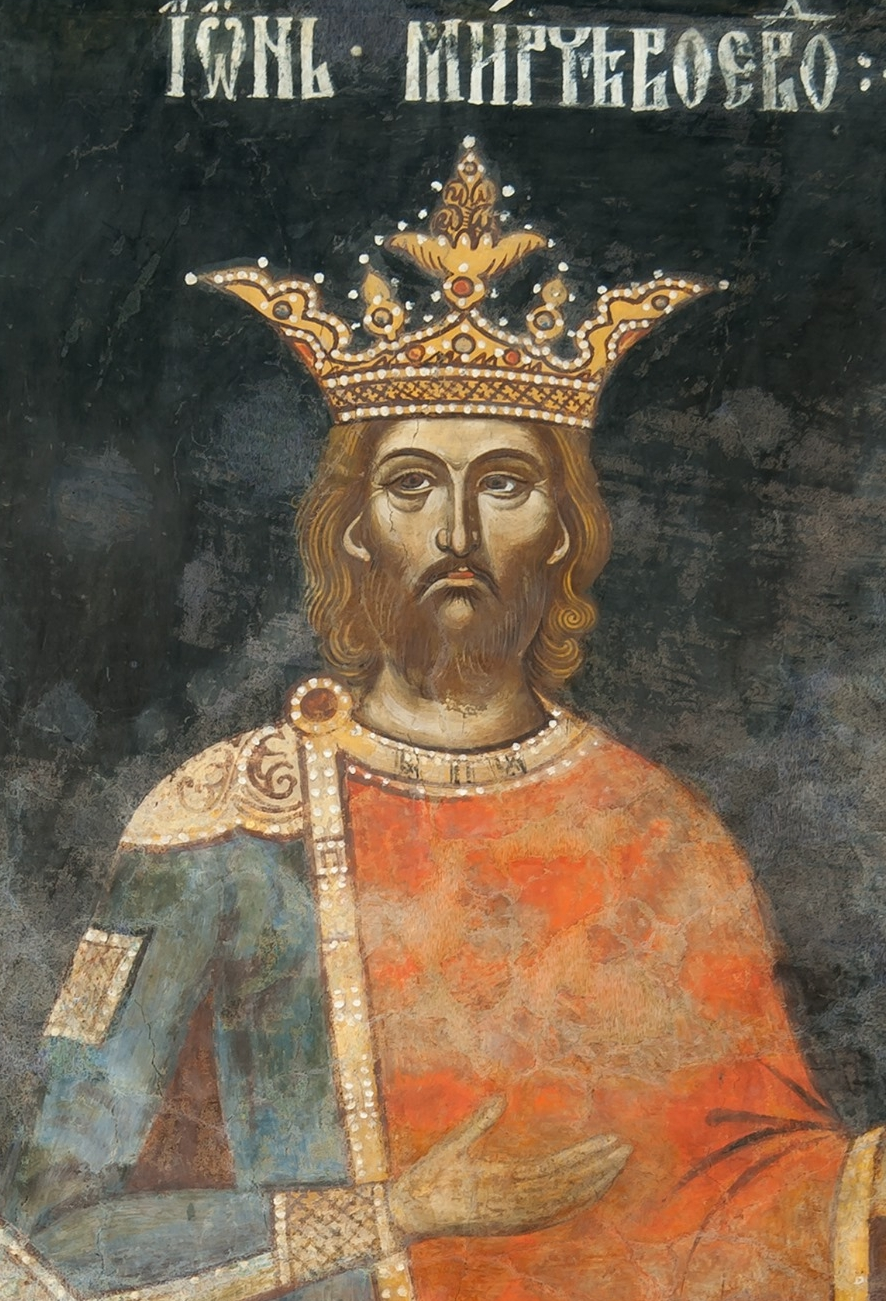
Mircea cel Bătrân (1386–1418)

Im 14. Jahrhundert dehnte sich das Osmanische Reich von Kleinasien auf die Balkanhalbinsel aus. Die Osmanen überquerten 1352 den Bosporus und besiegten 1389 die Serben in der Schlacht auf dem Amselfeld. Die Überlieferung besagt, dass der walachische Fürst Mircea cel Bătrân (1386–1418) sein Heer in den Kosovo schickte, um dort an der Seite der Serben zu kämpfen. Ihm gelang es auch vorübergehend, eine gewisse Machtstellung südlich der Donau aufzubauen. Dies nahm allerdings 1393 ein Ende, als Bayezid I. das bulgarische Reich eroberte (siehe Abschnitt Osmanische Herrschaft im Artikel Geschichte Bulgariens). In der Folge flüchteten viele bulgarische Gelehrte und Adlige in das Fürstentum Walachei, das nun direkter Nachbar des Osmanischen Reiches an der Donau wurde.
Bayezid I. setzte seine Kampagne gen Norden fort: 1394 überquerte er die Donau, drang in die Walachei ein, doch Mircea brachte ihm am 10. Oktober 1394 in der Schlacht bei Rovine eine empfindliche Niederlage bei. 1395 schloss Mircea in Brașov eine Allianz mit dem ungarischen König Sigismund von Luxemburg ab. Folglich schloss er sich 1396 mit seinem Heer einem Kreuzzug an, der von Sigismund initiiert worden war. Der Feldzug endete in einer Katastrophe: Die Osmanen schlugen Sigismunds Armee 1396 in der Schlacht bei Nikopolis im heutigen Bulgarien in die Flucht. Bestärkt durch diesen Sieg, drangen die Osmanen im folgenden Jahr wieder in die Walachei ein, doch warf Mircea erneut die türkische Expedition über die Donau zurück. Ein weiterer osmanischer Versuch, die Walachei zu erobern, wurde von Mircea und seinem Heer 1400 wieder erfolgreich abgewehrt.
1402 bekam die Walachei einen Aufschub vom Druck durch das Osmanische Reich, da der mongolische Führer Tamerlan von Osten her in Kleinasien einmarschierte, den Sultan tötete und einen Bürgerkrieg verursachte. So gelang Mircea 1404 sogar, die an die Türken verlorene Provinz Dobrudscha zurückzuerobern. Als nach dem Osmanischen Interregnum wieder Ordnung im Reich einkehrte, erneuerten die Osmanen ihren Angriff auf die Walachei. Gegen das Ende seiner Herrschaft 1417 schloss Mircea mit Sultan Mehmed I. ein Abkommen, wodurch er mit einer jährlichen Tributszahlung von 3000 Goldmünzen die Selbständigkeit seines Landes erkaufte. Brăila, Giurgiu und Turnu fielen bis 1829 direkt an das Osmanische Reich.
Nach Mirceas Tod 1418 erlebten die Walachei und die Moldau eine Phase des Verfalls. Nachfolgekämpfe, polnische und ungarische Intrigen sowie Korruption produzierten eine Serie von elf Fürsten innerhalb von nur 25 Jahren. So wie die osmanische Bedrohung zunahm, wurden die Fürstentümer geschwächt. 1444 schlugen die Osmanen abermals einen europäischen Feldzug bei Warna im heutigen Bulgarien. Als Konstantinopel im Jahr 1453 erobert wurde, schnitten die Osmanen die genuesischen und venezischen Galeeren von den Schwarzmeerhäfen ab. Der Handel ging zurück, und die Isolation der rumänischen Fürstentümer nahm zu, obwohl sie im Gegensatz zu den weiter südlichen liegenden Ländern des Balkan der direkten osmanischen Herrschaft entkommen konnten.
Zu dieser Zeit wurde Johann Hunyadi Reichsverweser von Ungarn. Hunyadi, ein Held aus den Türkenkriegen, mobilisierte Ungarn gegen die Osmanen und rüstete eine Söldnerarmee aus, die erstmals aus einer dem ungarischen Adel auferlegten Steuer finanziert wurde. Er erzielte 1456 vor Belgrad einen durchschlagenden Sieg über die Türken, starb aber bald nach der Schlacht an der Pest.
In einem seiner letzten Schritte brachte Hunyadi Vlad Țepeș (1456–1462) auf den Thron der Walachei. Vlad wurde dafür bekannt, Feinde auf grausame Art hinzurichten. Er hasste die Türken und forderte den Sultan heraus, indem er seine Tributzahlungen verweigerte. 1461 versuchte Hamsa Pascha, ihn in eine Falle zu locken, aber der walachische Fürst entdeckte den Verrat, ließ Hamsa und seine Männer gefangen nehmen und pfählen. Sultan Mehmed II. marschierte später in die Walachei ein und zwang Vlad ins Exil nach Ungarn. Vlad kehrte noch einmal kurzzeitig auf den Thron zurück, starb aber wenig später, woraufhin sich der Widerstand der Walachei gegen die Osmanen abschwächte.

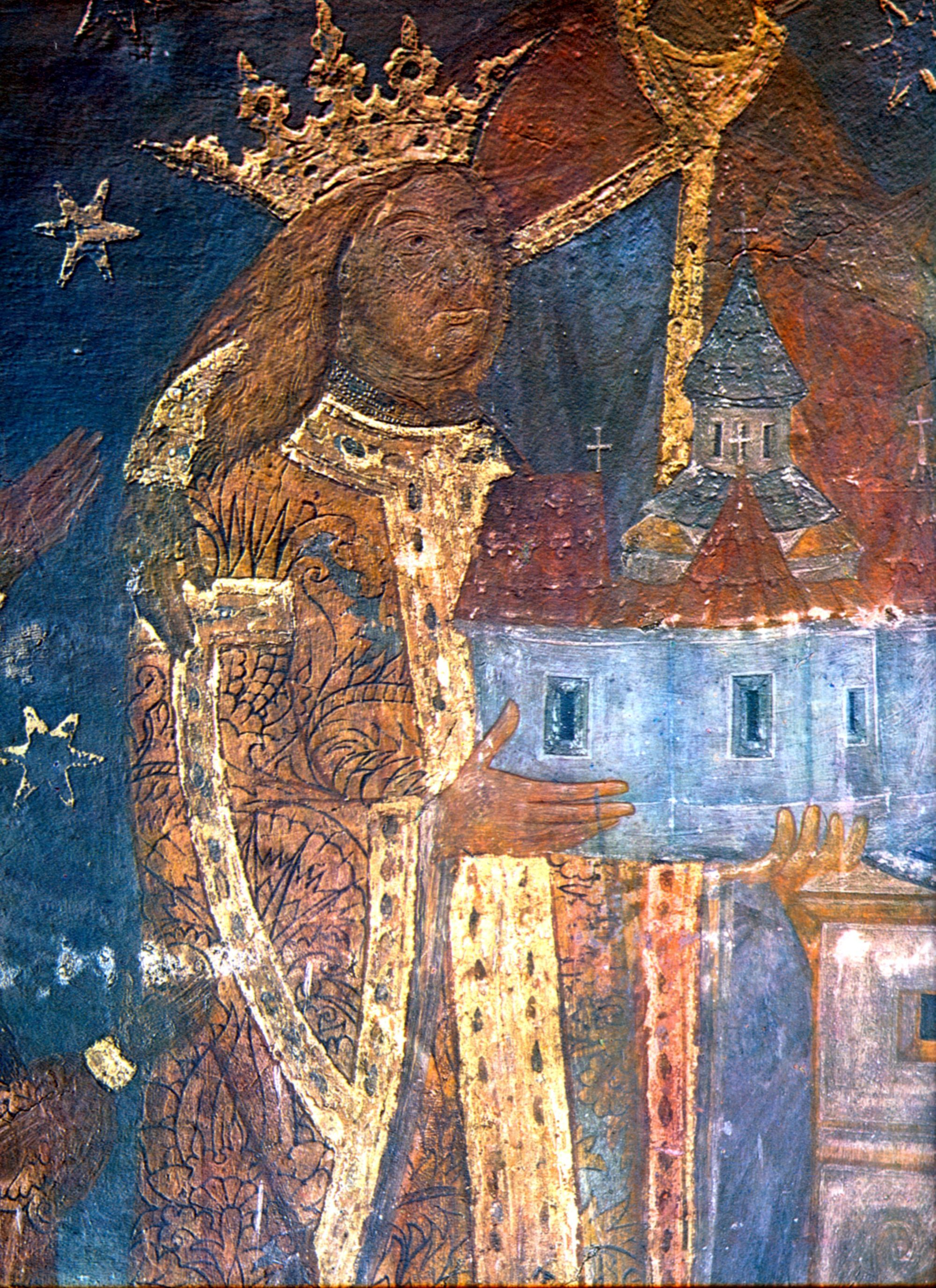
Ștefan cel Mare, zeitgenössisches Porträt, Kloster Voroneț

Die Moldau und ihr Fürst Ștefan cel Mare (Stefan der Große, 1457–1504) waren die letzte Hoffnung des Fürstentums, der Bedrohung durch das Osmanische Reich zu begegnen. Ștefan stellte aus der Bauernschaft der Moldau eine 55.000 Mann starke Armee auf und schlug das eindringende Heer des ungarischen Königs Matthias Corvinus zurück. Ștefans Heer marschierte 1471 in die Walachei ein und besiegte die zurückschlagende osmanische Armee 1473 und 1474. Nach diesen Siegen bat Ștefan den Papst Sixtus IV., eine christliche Allianz gegen die Türken zusammenzurufen. Der Papst antwortete, indem er Ștefan als Athleta Christi würdigte, aber er ließ dessen Forderung nach einem vereinigten Vorgehen des Christentums unbeachtet. Während der letzten Jahrzehnte von Ștefans Regierungszeit erhöhten die Osmanen den Druck auf die Moldau. Sie nahmen 1484 wichtige Schwarzmeerhäfen ein und setzten 1485 die Hauptstadt der Moldau, Suceava, in Brand. Ștefan gelang im darauffolgenden Jahr noch einmal ein Sieg, beschränkte seine Bemühungen um die Unabhängigkeit der Moldau dann aber auf das diplomatische Terrain. Auf seinem Todesbett soll er seinem Sohn angeraten haben, sich den Türken zu unterwerfen, wenn sie eine ehrenhafte Oberhoheit anbieten sollten. Nachfolgekämpfe schwächten die Moldau nach seinem Tod.
1514 kam es infolge von Ausbeutung durch den Adel und einem schlecht geplanten Kreuzzug zu einer ausgedehnten Bauernrevolte in Ungarn und Siebenbürgen. Gut ausgerüstete Bauern unter György Dózsa plünderten Güter im ganzen Land. Trotz ihrer großen Zahl waren die Bauern jedoch schlecht organisiert und erlitten bei Temesvar eine entscheidende Niederlage. Dózsa und die anderen Anführer wurden gefoltert und hingerichtet. Nach dem Aufstand erließ der ungarische Adel Gesetze, die die Leibeigenen für immer an ihre Scholle fesselten und ihre Arbeitspflichten erhöhten.
Da nun Leibeigene und Adel einander tief entfremdet waren und verschiedene Magnaten mit dem König um die Macht konkurrierten, wurde Ungarn verwundbar für einen Angriff von außen. Die Osmanen stürmten 1521 Belgrad, schlugen 1526 eine ungarische Armee bei Mohács und eroberten 1541 Buda. Sie installierten einen Pascha für die Regierung Zentralungarns; die Habsburger kontrollierten Teile des nördlichen und westlichen Ungarns. Siebenbürgen wurde ein autonomes Fürstentum unter osmanischer Oberhoheit.
Nach dem Fall Budas erlebte Siebenbürgen, wenn auch ein Vasallenstaat der Hohen Pforte, eine Phase weitreichender Autonomie. Als Vasall zahlte Siebenbürgen einen jährlichen Tribut an die Pforte und gab militärische Unterstützung; im Gegenzug versprachen die Osmanen, Siebenbürgen vor äußeren Bedrohungen zu beschützen. Einheimische Fürsten regierten Siebenbürgen von 1540 bis 1690. Siebenbürgens mächtige, größtenteils ungarische, regierende Familien, deren Stellung ironischerweise durch Ungarns Zerfall gestärkt wurde, wählten gewöhnlich den Fürsten, der von der Pforte bestätigt werden musste; in einigen Fällen ernannten die Osmanen jedoch von vornherein den Fürsten. Die siebenbürgische Ständeversammlung wurde ein Parlament, und der Adel erneuerte die Union der drei Nationen, die immer noch die Rumänen von der politischen Macht ausschloss. Die Fürsten ergriffen Maßnahmen, um die siebenbürgischen Rumänen von denen in der Walachei und in der Moldau zu trennen, und verboten orthodoxen Priestern, Siebenbürgen von der Walachei aus zu betreten.
Nach Ungarns Zusammenbruch verbreitete sich die protestantische Reformation rasch in Siebenbürgen, und die Region wurde eine von Europas protestantischen Hochburgen. Siebenbürgens Deutsche nahmen das Luthertum an, und viele Ungarn konvertierten zum Calvinismus. Jedoch gelang es den Protestanten, die Katechismen in rumänischer Sprache drucken und verteilen ließen, kaum, die Rumänen aus der Orthodoxie anzulocken. 1571 verabschiedete der siebenbürgische Landtag ein Gesetz, das vier Religionen in Siebenbürgen Glaubensfreiheit und gleiche Rechte zubilligte: der römisch-katholischen, der lutherischen, der calvinistischen und der unitarischen. Das Gesetz war eines der ersten seiner Art in Europa, aber die dadurch verkündete religiöse Gleichstellung war beschränkt: Orthodoxe Rumänen waren zwar beispielsweise in ihrer Religionsausübung frei, aber politische Gleichstellung genossen sie nicht.
Nach der Eroberung Budas durch die Osmanen wuchs der Druck des Osmanischen Reiches auf die Walachei und die Moldau. In den darauffolgenden 170 Jahren gerieten die zwei rumänischen Fürstentümer graduell unter immer mehr Abhängigkeit von der Hohen Pforte, wenn auch ihr Status der von Vasallenstaaten blieb: Gegen die Zahlung eines immer höher werdenden Tributs sicherten sich die Walachei und die Moldau eine weitreichende innere Selbständigkeit und bis ins 18. Jahrhundert sogar einen gewissen Spielraum in der Außenpolitik. Die Osmanen wählten die walachischen und moldauischen Fürsten unter den Söhnen von adligen Geiseln oder Flüchtlingen. Wenige Fürsten starben eines natürlichen Todes, aber während ihrer Regierungszeit lebten sie in großem Luxus. Wie im Falle Siebenbürgens verpflichteten sich die zwei Fürstentümer auch zu militärischer Unterstützung gegenüber der Hohen Pforte und bekamen im Gegenzug das Versprechen der Osmanen, vor äußeren Bedrohungen beschützt zu werden.

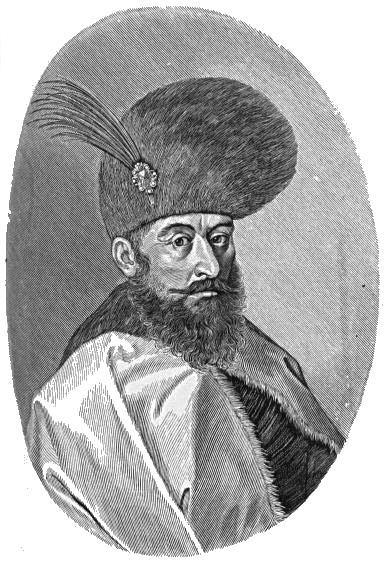
Mihai Viteazul

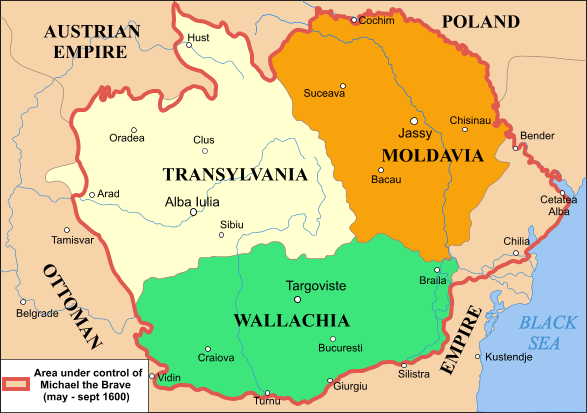
Die Fürstentümer Walachei, Siebenbürgen und Moldau wurden 1600 unter Mihai Viteazul für vier Monate vereinigt

Der letzte ernstzunehmende walachische Widerstand kam von Fürst Mihai Viteazul (Michael der Tapfere, 1593–1601). Nachdem er inthronisiert war, nahm sein Heer mehrere osmanische Festungen ein. Mihais Ziel war letztendlich die völlige Selbständigkeit. Zu diesem Zweck 1598 gelobte er zuerst dem römisch-deutschen Kaiser Rudolf II. die Treue. Ein Jahr später nahm Mihai Siebenbürgen ein, und sein Sieg reizte die siebenbürgischen Bauern zur Rebellion. Mihai war jedoch mehr daran interessiert, sich beim siebenbürgischen Adel beliebt zu machen, und weniger daran, aufsässige Leibeigene zu unterstützen. Er unterdrückte den Aufstand, doch trotz der Versprechen des Fürsten misstrauten die Adligen ihm. 1600 schließlich eroberte Mihai die Moldau.
Im Jahr 1600 regierte für vier Monate erstmals ein rumänischer Fürst über alle Rumänen in der Walachei, in der Moldau und in Siebenbürgen. Mihais Erfolg schreckte Rudolf auf. Der Kaiser stachelte den siebenbürgischen Adel zur Revolte gegen den Fürsten auf, und gleichzeitig fiel Polen in die Moldau ein. Mihai konsolidierte seine Kräfte in der Walachei, leistete bei Rudolf Abbitte und stimmte einem Feldzug zusammen mit Rudolfs General Giorgio Basta zu, mit dem Siebenbürgen von aufmüpfigen ungarischen Adligen zurückgewonnen werden sollte. Nach ihrem Sieg ließ Basta Mihai wegen angeblichen Verrats umbringen. Mihai Viteazul (Michael der Tapfere) wurde in der Legende eindrucksvoller, als er in seinem Leben war, und seine kurzzeitige Vereinigung der rumänischen Territorien inspirierte später die Rumänen, um ihre kulturelle und politische Einheit zu kämpfen.
In Siebenbürgen verfolgte Bastas Armee Protestanten und enteignete illegal ihren Besitz, bis Stephan Bocskai (1605–1607), ein früherer Unterstützer der Habsburger, eine Armee einberief, die die kaiserlichen Truppen aus dem Land trieb. 1606 unterschrieb Bocskay mit den Habsburgern und den Osmanen Friedensverträge, die ihm seine Stellung als Fürst von Siebenbürgen sicherten, religiöse Freiheit garantierten und die Autonomie Siebenbürgens erweiterten.
Nach Bocskays Tod und der Regierungszeit des tyrannischen Gabriel Báthory (1607–1613) zwang die Pforte die Siebenbürgen, Gabriel Bethlen (1613–1629) als Fürst zu akzeptieren. Siebenbürgen erlebte ein goldenes Zeitalter unter Bethlens aufgeklärtem Despotismus. Er förderte Landwirtschaft, Handel und Industrie, ließ neue Bergbauminen eröffnen, schickte Studenten zu protestantischen Universitäten im Ausland und verbot Grundherren, den Kindern ihrer Leibeigenen eine Ausbildung zu versagen.
Nachdem Bethlen gestorben war, machte der siebenbürgische Landtag die meisten seiner Reformen rückgängig. Bald darauf wurde Georg I. Rákóczi (1630–1640) Fürst. Wie Bethlen schickte Rákóczi siebenbürgische Truppen in den Dreißigjährigen Krieg, um auf Seiten der Protestanten zu kämpfen; im Westfälischen Frieden wurde Siebenbürgen als souveräner Staat erwähnt. Das goldene Zeitalter endete, nachdem Georg II. Rákóczi (1648–1660) einen unglücklichen Angriff auf Polen begonnen hatte, ohne dies vorher mit der Pforte oder mit dem Landtag abzusprechen. Eine türkische und tatarische Armee schlug Rákóczis Heer und besetzte Siebenbürgen. Für die übrige Zeit seiner Unabhängigkeit musste Siebenbürgen eine Reihe schwacher Führer erdulden und das ganze 17. Jahrhundert hindurch blieben seine rumänischen Bauern in Armut und Unwissenheit.
Während der kurzen Amtszeit Mihais und den frühen Jahren osmanischer Oberhoheit änderte sich die Landverteilung innerhalb der Walachei und der Moldau dramatisch. Über die Jahre gewährten walachische und moldauische Fürsten örtlichen Bojaren Landbesitz im Gegenzug für militärische Dienste, so dass im 17. Jahrhundert kaum noch Land übrig war. Auf der Suche nach Wohlstand begannen Bojaren auf Bauernland überzugreifen, und ihre militärische Loyalität dem Fürsten gegenüber ließ nach. In der Konsequenz breitete sich die Leibeigenschaft aus, erfolgreiche Bojaren wurden mehr Höflinge als Krieger, und eine dazwischen liegende Klasse von verarmten niedrigen Adligen entwickelte sich. Möchtegern-Fürsten waren gezwungen, sich mit enormen Bestechungsgeldern den Weg zur Macht zu bahnen, und das Bauernleben wurde durch Steuern und Eintreibungen noch erbärmlicher. Jeder Fürst, der das Leben der Bauern zu verbessern suchte, riskierte einen finanziellen Rückstand, der Rivalen ermöglichen konnte, ihn bei der Pforte auszustechen und sich seines Postens zu bemächtigen.
1632 kam mit Matei Basarab (1632–1654) der letzte aus der vorherrschenden walachischen Familie auf den Thron; zwei Jahre später wurde Vasile Lupu (1634–1653), ein Mann albanischer Herkunft, Fürst der Moldau. Die Eifersucht und der Ehrgeiz von Matei und Vasile untergruben die Stärke der beiden Fürstentümer zu einer Zeit, als die Macht der Pforte zu schwinden begann. Vasile zielte auf den attraktiveren walachischen Thron ab und griff Matei an, aber dessen Armee schlug die Moldauer und eine Gruppe moldauischer Bojaren verdrängte Vasile. Sowohl Matei als auch Vasile waren jedoch aufgeklärte Herrscher, die Religion und Künste großzügig unterstützen, Druckerpressen einrichteten, religiöse Bücher und Gesetzbücher veröffentlichten und große Klöster stifteten, die sich zu bedeutenden überregionalen Kultur- und Bildungszentren entwickelten, wie zum Beispiel das Kloster Căldărușani in der Walachei und Trei Ierarhi in der Hauptstadt der Moldau.

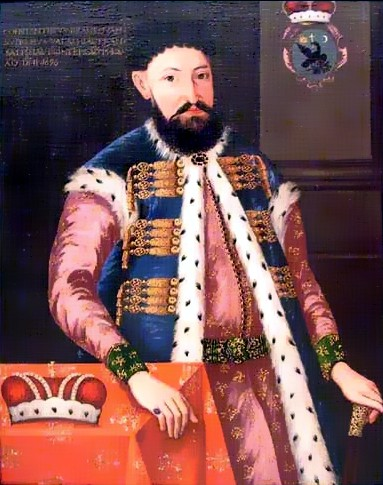
Constantin Brâncoveanu, Fürst der Walachei 1688–1714, zeitgenössisches Porträt von 1699, Kloster St. Katarina, Berg Sinai

Das kulturelle, soziale und wirtschaftliche Leben erreichten in der Walachei eine Blütezeit unter der Herrschaft von Constantin Brâncoveanu (1654–1714), Fürst von 1688 bis 1714. Gleichzeitig herrschte im Fürstentum Moldau die Familie Cantemir. Wie in der ersten Hälfte des 17. Jahrhunderts schwächte auch jetzt der Konflikt zwischen den beiden Fürstentümern ihre außenpolitische Lage. Brâncoveanu und Dimitrie Cantemir verhandelten gleichzeitig mit dem Zaren Peter I. und versuchten, mit ihm ein Bündnis gegen die Türken zu schließen, verrieten aber gleichzeitig der Hohen Pforte die Absichten des anderen, um dessen Position zu schwächen. Nach dem Tod von Brâncoveanu und seinen 4 Söhnen, die in Konstantinopel enthauptet wurden bzw. nach der Flucht von Dimitrie Cantemir nach Russland, begann in der Walachei und der Moldau die sog. Phanariotenzeit. Von nun an wurden die Fürsten nicht mehr von den lokalen Bojaren gewählt, sondern von der Hohen Pforte aus der griechischen Elite in Konstantinopel ernannt. Die beiden Fürstentümer spielten aber weiter eine bedeutende kulturelle und religiöse Rolle in Südosteuropa. Da sie im Unterschied zu den Nachbarländern südlich der Donau nicht islamischen Einflüssen ausgesetzt waren, wurden sie zum Zufluchtsort vieler christlicher Gelehrter. Außerdem konnten die wallachischen und moldauischen Fürsten die orthodoxen Klöster vom Berge Athos, Syrien, Ägypten, Palästina und Sinai jahrhundertelang unterstützen. So erschien zum Beispiel 1711 die erste Bibel in arabischer Schrift für die syrischen Christen mit der finanziellen Hilfe von Constantin Brâncoveanu.
Gegen Ende des 17. Jahrhunderts, nach dem Sieg gegen die Osmanen, wurden Ungarn und Siebenbürgen Teil des Habsburgerreichs.

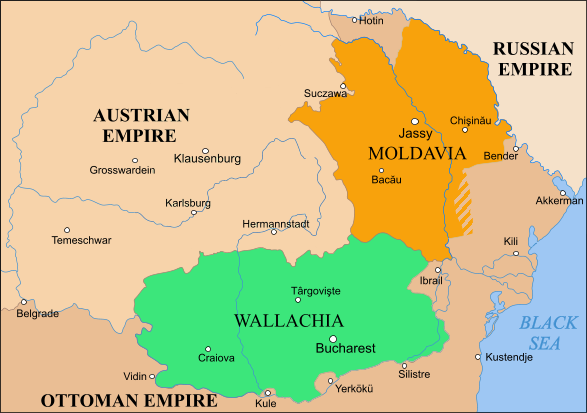
Die rumänischen Fürstentümer in der Zeitspanne 1793–1812

Die Zeit zwischen 1711 und 1821 wird in der rumänischen Historiographie als die „Phanariotenzeit“ bezeichnet, eine Zeit des Verfalls und nationalen Desasters. Die Walachei und die Moldau verloren bis auf den äußeren Anschein ihre Unabhängigkeit, und die Pforte forderte beträchtliche Tributzahlungen ein. Zu herrschenden Fürsten in den Fürstentümern wurden Mitglieder von bedeutenden griechischen Familien aus dem Stadtviertel Phanar in Konstantinopel ernannt – daher die Bezeichnung „Phanarioti“. Obwohl den alten Staatsverträgen („Kapitulationen“) zwischen der Hohen Pforte und den rumänischen Fürstentümern zufolge den osmanischen Untertanen verboten war, sich in den Fürstentümern niederzulassen, zu heiraten, dort Land zu erwerben oder Moscheen zu bauen, erlaubten nun die Fürsten griechischen und türkischen Händlern und Wucherern, die Reichtümer der Fürstentümer auszubeuten. Indem sie ihre Privilegien eifersüchtig verteidigten, hemmten die Griechen die sich entwickelnde rumänische Mittelklasse. Zu dieser Zeit verzeichneten die rumänischen Fürstentümer schwere Territorialverluste. Infolge des Vertrages von Passarowitz verlor die Walachei 1718 mit der Kleinen Walachei ihren westlichen Teil an das Habsburgerreich, erhielt aber 1739 im Vertrag von Belgrad dieses „Oltenien“ wieder zurück. 1775 besetzte Österreich den nordwestlichen Teil der Moldau, die Bukowina, das „Buchenland“. 1812 besetzte Russland Bessarabien, die östliche Hälfte des Fürstentums, und bekam den Landesteil zwischen Pruth und Dnister im Frieden von Bukarest zugesprochen.
Ab dem Beginn des 19. Jahrhunderts gewann Russland zu Lasten des Osmanischen Reiches zunehmend Einfluss in den Donaufürstentümern. Während des Russisch-Türkischen Krieges (1828–1829) besetzten russische Truppen die Walachei und die Moldau für einige Jahre; der Zar ließ sich sein Mitspracherecht im Frieden von Adrianopel (1829) und im Organischen Reglement – dem ersten verfassungsähnlichen Gesetzeswerk in den Vorläuferstaaten Rumäniens – bestätigen. Im Rahmen dieser Vertragswerke wurden den nun unabhängigen Fürstentümern auch Milizen zugestanden, die vor allem die Grenze zum Osmanischen Reich sichern sollten. Aus diesen Strukturen ging später die rumänische Armee hervor.

## Rumänische Revolution von 1848

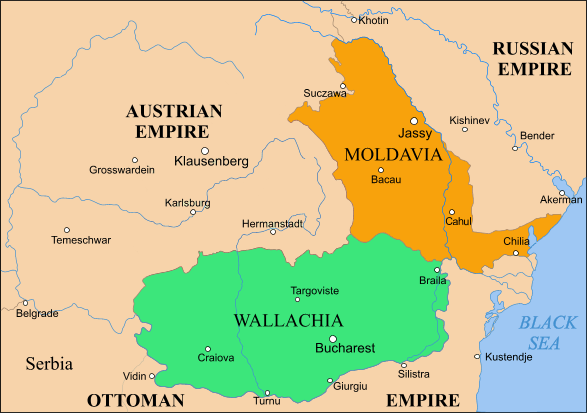
Die rumänischen Fürstentümer ab 1856 (mit Cahul, Bolgrad und Ismail als Teil Moldaus. Nach der Vereinigung von 1859, als Teil Rumäniens bis 1878)

Während der Periode österreichischer Herrschaft in Siebenbürgen und osmanischer Oberhoheit über den Großteil des übrigen rumänischen Gebiets mussten sich die meisten ethnischen Rumänen mit einer Rolle als Bürger zweiter Klasse begnügen. In den meisten siebenbürgischen Städten war den Rumänen nicht einmal das Wohnen innerhalb der Stadtmauern erlaubt.
In der Romantik entwickelte sich wie unter vielen anderen Völkern in Europa auch unter den Rumänen ein nationales Bewusstsein. Da sie sich im Kontrast zu den nahegelegenen Slawen, Deutschen und Ungarn sahen, blickten die nationalistischen Rumänen auf der Suche nach Vorbildern für ihre nationale Identität in andere romanische Länder, besonders nach Frankreich. Auch die Aneignung des römischen Erbes (siehe Einleitung) war für die Herausbildung einer nationalen rumänischen Identität von großer Bedeutung.
1848 kam es wie in vielen anderen europäischen Ländern auch in der Moldau, in der Walachei und in Siebenbürgen zu Aufständen. Wenngleich die Aufständischen ihre Ziele zunächst nicht durchsetzen konnten, die uneingeschränkte Selbständigkeit für die Moldau und die Walachei sowie nationale Emanzipation für Siebenbürgen ihnen verwehrt blieben, war doch die Grundlage für folgende Entwicklungen geschaffen, da sich die Bevölkerung der drei Fürstentümer im Zuge der Auseinandersetzungen von der Einheit ihrer Sprache und Interessen überzeugt hatte.
Stark besteuert und schlecht verwaltet wählte das Volk sowohl in der Moldau als auch in der Walachei dieselbe Person – Alexandru Ioan Cuza – zum Fürsten. So entstand Rumänien, wenn auch ein Rumänien ohne Siebenbürgen, wo der rumänische Nationalismus unausweichlich mit dem ungarischen Nationalismus zusammenprallte. Für einige Zeit noch sollte Österreich-Ungarn, besonders unter der Doppelmonarchie 1867 bis 1918, den Ungarn die feste Kontrolle selbst in jenen Teilen Siebenbürgens geben, wo lokale oder regionale Mehrheiten von Rumänen lebten.

## Königreich Rumänien

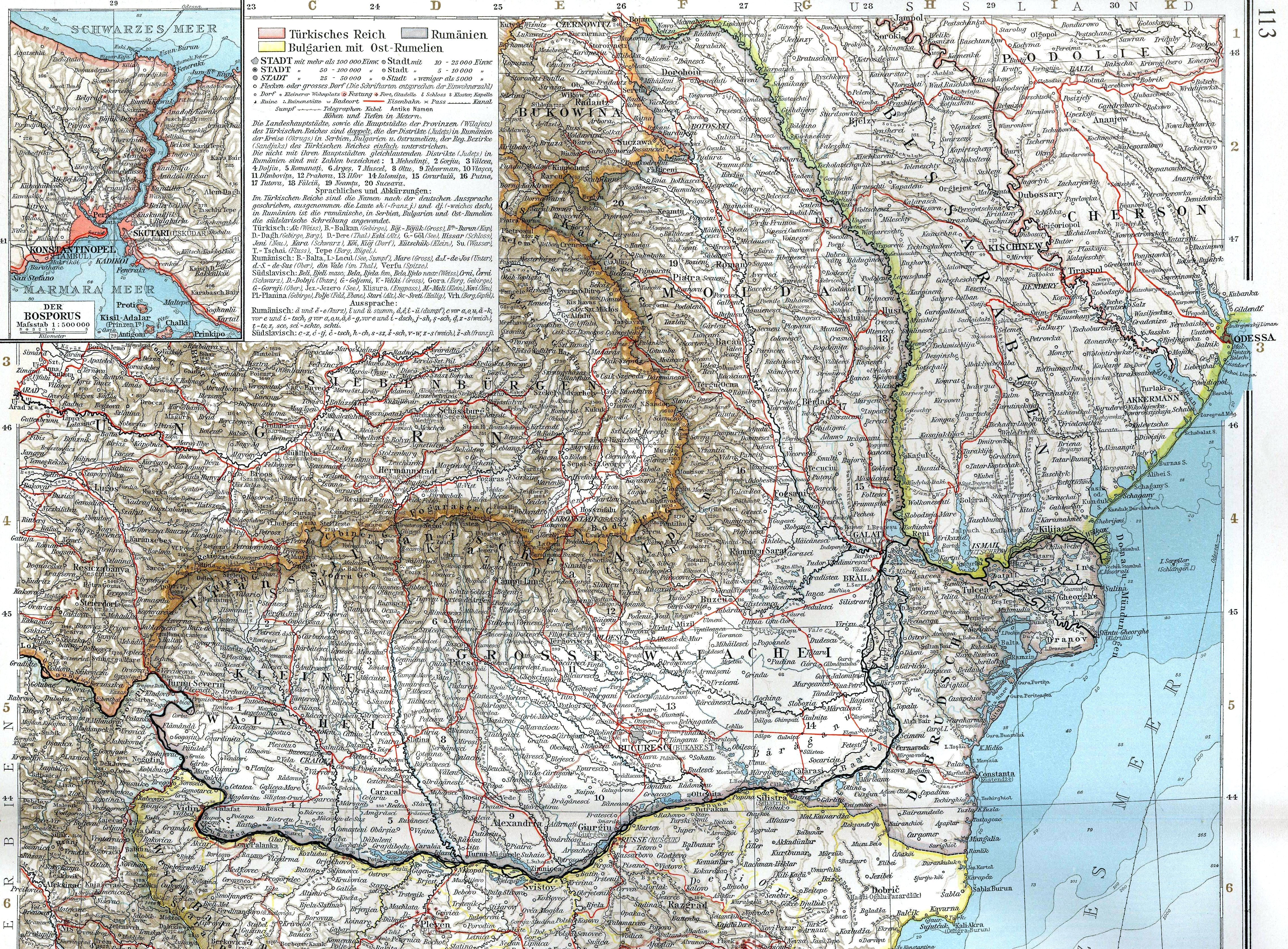
Rumänien 1878–1913

Die Wahl von Alexandru Ioan Cuza zum Fürsten sowohl der Moldau als auch in der Walachei unter der nominalen Oberhoheit des Osmanischen Reiches vereinigte 1859 eine identifizierbare rumänische Nation unter einem gemeinsamen Herrscher. Am 8. Dezember 1861 proklamierte Alexandru Ioan Cuza die Bildung des Fürstentum Rumänien aus den Donaufürstentümern Moldau und Walachei. 1862 wurden die beiden Fürstentümer auch formal vereinigt und bildeten Rumänien mit Bukarest als Hauptstadt.
Unter Cuza wurden Reformen angestoßen, die den jungen Staat stärker an westeuropäische Vorbilder annähern sollten. Dazu zählte auch eine Abkehr der Militärorganisation von russischen und eine Übernahme französischer Prinzipien. Unter anderem entstand in diesem Rahmen Ende 1859 ein Generalstab. Das Amt des Generalstabschefs übernahm nach Grigore Gărdescu und Istrate Sămăşescu Mitte des Jahres 1860 Ioan Emanoil Florescu.
Auf Druck der sogenannten „monströsen Koalition“ aus konservativen und radikalen Liberalen musste Cuza am 23. Februar 1866 abdanken. Der deutsche Prinz Karl von Hohenzollern-Sigmaringen wurde zum Fürsten von Rumänien ernannt, mit dem Hintergedanken, dadurch die preußische Unterstützung für die Einheit und die künftige Unabhängigkeit sicherzustellen. Seine Nachkommen sollten als Könige von Rumänien bis zum Sturz durch die Kommunisten 1947 herrschen.
Nach dem Russisch-Türkischen Krieg von 1877/78, in dem Rumänien an der Seite Russlands gegen die türkische Herrschaft kämpfte, wurde Rumänien durch den Vertrag von Berlin 1878 (→ Berliner Kongress) als unabhängig anerkannt. Als Territorium wurde ihm die Dobrudscha hinzugefügt, gleichzeitig musste es aber die drei Kreise Cahul, Bolgrad und Ismail im südlichen Bessarabien im Bereich der Donaumündung an Russland abtreten (dies entsprach etwa einem Viertel der Moldau, zu dem das Gebiet bis dahin gehörte). Das Fürstentum proklamierte sich am 26. März 1881 zum Königreich Rumänien, Karl wurde als Carol I. der erste König von Rumänien. Der neue Staat, eingezwängt zwischen dem Osmanischen Reich, Österreich-Ungarn und Russland mit slawischen Nachbarn an drei Seiten, schaute nach kulturellen und administrativen Vorbildern in Richtung Westen, insbesondere nach Frankreich. Heute wird dieser Staat auch Altreich genannt.
Deutschland und Österreich-Ungarn, die sich 1882 mit Italien zum Dreibund zusammengeschlossen hatten, versuchten Rumänien an sich zu binden, um im Falle eines Konflikts zu verhindern, dass sich Rumänien auf die russische Seite stellen würde; 1883 trat Rumänien dem Dreibund bei. Im Ersten Balkankrieg 1912/13 blieb Rumänien noch neutral, im Zweiten Balkankrieg beteiligte sich das Land an der Koalition gegen Bulgarien, das aus dem Krieg als Verlierer hervorging und die Süddobrudscha an Rumänien abtreten musste. Auch im Ersten Weltkrieg blieb man vorerst neutral; da Österreich-Ungarn Serbien den Krieg erklärt hatte, gab es keine Bündnisverpflichtung.

### Erster Weltkrieg
Im Laufe des Krieges änderten sich jedoch die Konstellationen. Italien erklärte den Mittelmächten den Krieg, und Bulgarien trat auf Seiten der Mittelmächte in den Krieg ein. Ministerpräsident Ion I. C. Brătianu versuchte vergeblich, sich die Neutralität mit Kompensationen bezüglich rumänischsprachiger Gebiete in Siebenbürgen und der Bukowina abgelten zu lassen. Am 17. August 1916 unterzeichnete Rumänien einen Bündnisvertrag mit der Entente. Darin wurde Rumänien fast die ganze Bukowina (südlich des Pruth), Siebenbürgen und das Temesvárer Banat zugesichert.
Am 27. August 1916 trat Rumänien auf der Seite der Entente in den Krieg ein, Kriegsziel Rumäniens waren die mehrheitlich von Rumänen bewohnten Gebiete Österreich-Ungarns. Die rumänische Armee agierte aber militärisch äußerst unglücklich, und innerhalb weniger Monate war die gesamte Walachei von deutschen, österreichisch-ungarischen und bulgarischen Truppen besetzt. Erst mit russischer Hilfe konnte im Sommer 1917 die rumänische Armee den feindlichen Vormarsch stoppen. Infolge der Oktoberrevolution in Russland musste im Dezember 1917 der Waffenstillstand von Focșani geschlossen werden. Am 5. März 1918 kam der Vorfrieden von Buftea zustande. Am 7. Mai 1918 schloss Rumänien mit den Mittelmächten den Frieden von Bukarest. Die Rumänen Siebenbürgens sprachen sich am 1. Dezember 1918 in den „Karlsburger Beschlüssen“ (Alba Iulia) für die Vereinigung mit Rumänien aus. Die Deutschen Siebenbürgens unterstützten diesen Beschluss am 15. Dezember 1918 in Mediaș, während die Ungarn sich am 22. Dezember 1918 in Klausenburg dagegen aussprachen. Der neue rumänische Staat verwirklichte jedoch nur einen Teil der den Minderheiten in den Karlsburger-Beschlüssen gemachten Versprechungen.

### Zwischenkriegszeit

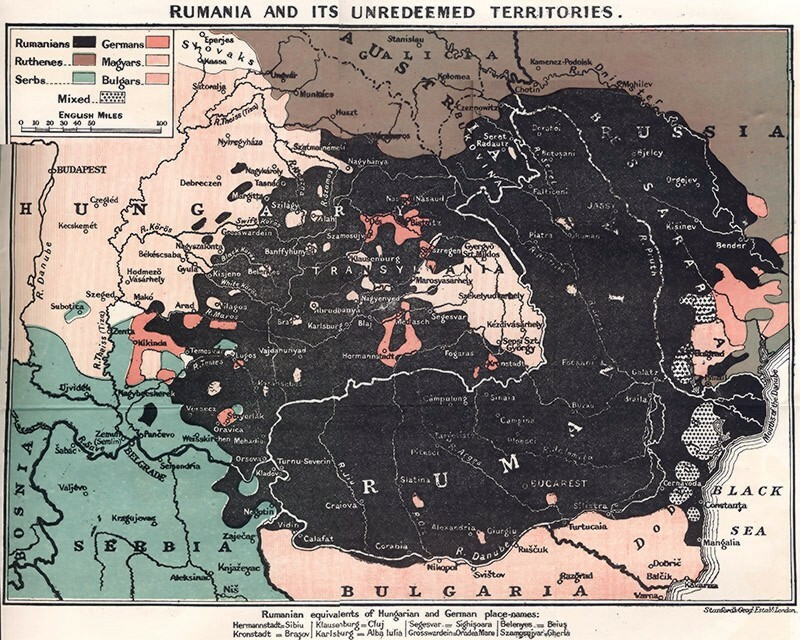
Rumänisch besiedelte Gebiete vor den territorialen Erweiterung Rumäniens 1918/1920

Zuvor war Rumänien Anfang November wieder in den Krieg eingetreten, der nach dem Ende der Kampfhandlungen gegen die Mittelmächte im selben Monat zum Ungarisch-Rumänischen Krieg um mehrheitlich rumänisch besiedelte Gebiete wurde und im August 1919 mit der Besetzung Budapests und dem Ende der Räterepublik Ungarn unter Béla Kun endete. Mit dieser militärischen Position profitierte Rumänien auf der Pariser Friedenskonferenz von einer günstigen militärisch-politischen Konjunktur: Weil Österreichisch-Ungarn und das Russische Reich zerfallen waren, konnte es in den Friedensverhandlungen umfassende territoriale Forderungen erheben, nämlich jene Gebiete fordern, wo es eine absolute rumänische Bevölkerungsmehrheit gab. Rumänien wurden aber auch Gebiete zuerkannt, die mehrheitlich von Ungarn bewohnt waren, wie das Szeklerland und zahlreiche Grenzorte im Norden und Nordwesten. Regierungsgremien, die in Siebenbürgen, Bessarabien und in der Bukowina gebildet wurden, entschieden sich für die Vereinigung mit Rumänien, was 1920 im Vertrag von Trianon bestätigt wurde.

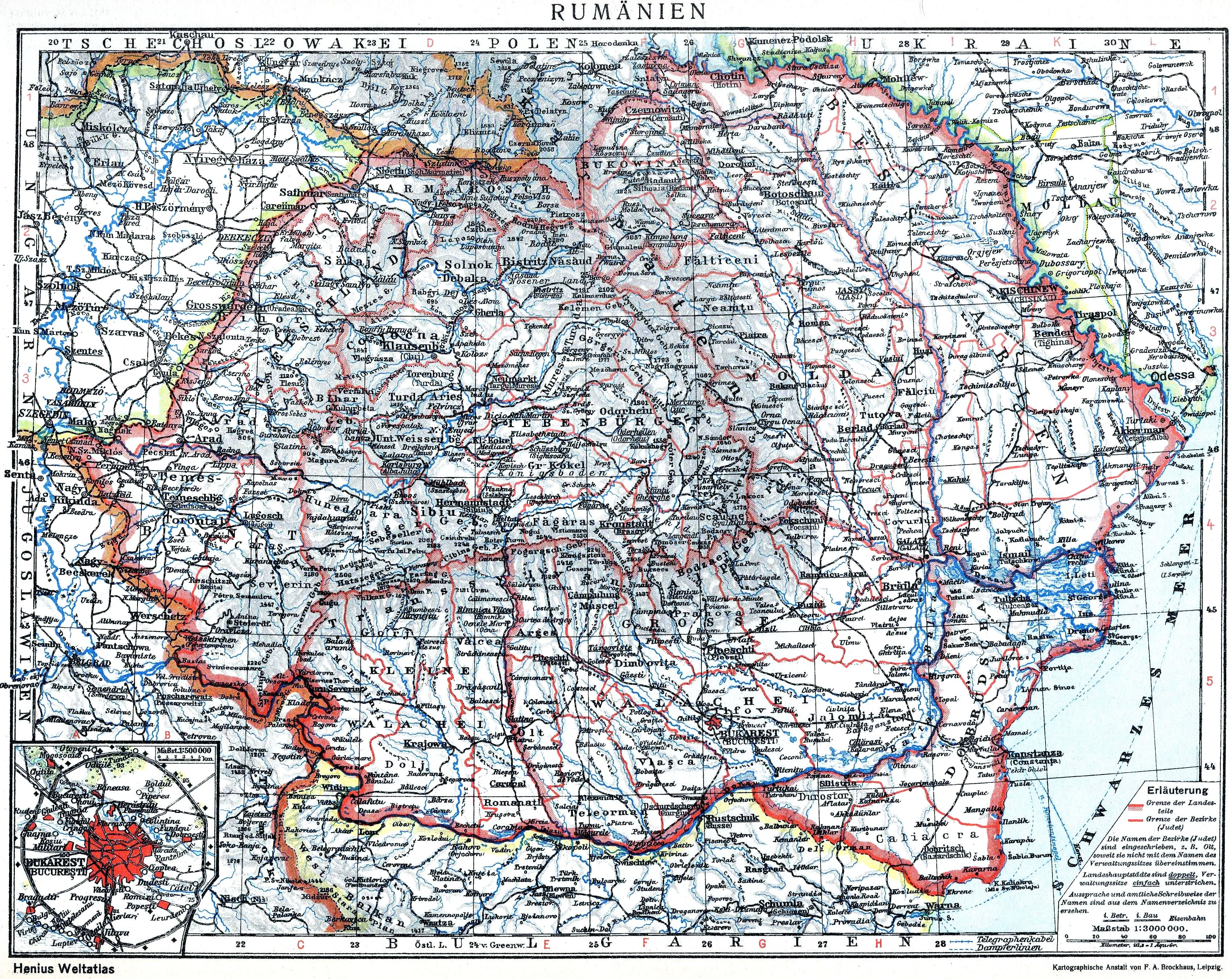
Rumänien 1918–1940

In dem neuen „Großrumänien“ waren drei Viertel der Bevölkerung ethnische Rumänen. In Siebenbürgen, im Banat, in der Bukowina, in Bessarabien und in der Dobrudscha lebten zahlreiche Minderheiten. Die wichtigsten Minderheiten waren die Ungarn (7,9 %), Deutschen (4,1 %), Juden (4 %) und Ukrainer/Russinen (3,2 %); daneben gab es Russen (2,3 %), Bulgaren (2 %), Roma (1,5 %), Türken (0,9 %), Gagausen (0,6 %) usw. Doch auch die Zahl der Rumänen, die in den Nachbarstaaten entlang der Grenzen Großrumäniens lebten, war beträchtlich: 250.000 in der Sowjetunion (darunter 172.419 in der Autonomen Moldau-Republik), 230.000 in Jugoslawien im serbischen Banat und in Zentralserbien, 60.000 in Bulgarien (darunter 42.414 in der Umgebung von Widin) und 24.000 in Ungarn.
Die meisten der Regierungen in den Zwischenkriegsjahren bewahrten zwar die Form, nicht aber die Substanz einer liberalen konstitutionellen Monarchie. Die Verfassung von 1923 gab dem König die Macht, das Parlament aufzulösen und nach Gutdünken Wahlen anzusetzen; als Konsequenz gab es zwischen 1930 und 1940 über 25 verschiedene Regierungen. Die nationale liberale Partei, die in den Jahren unmittelbar nach dem Ersten Weltkrieg dominierte, wurde immer nationalistischer und wurde 1927 durch die nationale Bauernpartei an der Macht abgelöst.
Während dieser Zeit war die Beziehung zwischen den nationalistischen Parteien und König Carol II. von gegenseitigem Misstrauen geprägt. Nach dem Tod seines Vaters Ferdinand 1927 wurde Carol wegen seiner bekannten jüdischen Mätresse Magda Lupescu an der Thronbesteigung gehindert. Nach drei Jahren im Exil, während deren sein Bruder Nicolae als Regent und sein junger Sohn Mihai als König diente, gab Carol öffentlich seine Mätresse auf und bestieg selber den Thron; es wurde aber rasch klar, dass sein Verzicht eine Täuschung war.

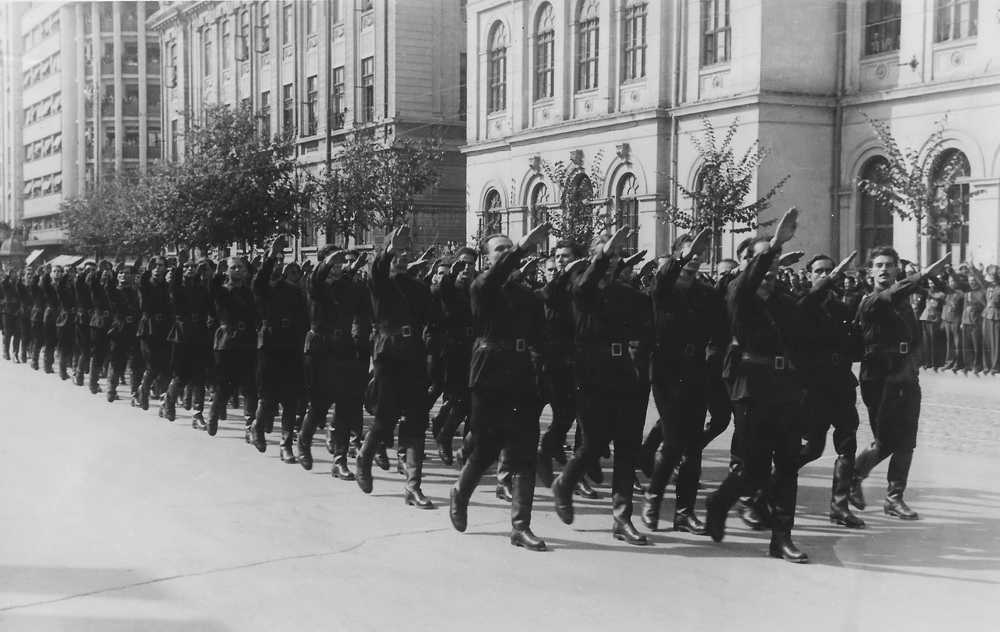
Aufmarsch der Eisernen Garde in Bukarest

In den 1930er Jahren stieg eine Zahl von ultranationalistischen Parteien auf, insbesondere die quasi-mystische faschistische Bewegung der Eisernen Garde (auch: „Legion des Erzengels Michael“), die den Nationalismus, die Furcht vor dem Kommunismus und Ressentiments gegen die angebliche ausländische und jüdische Dominanz in der Wirtschaft ausnutzte. Am 10. Dezember 1933 ließ der liberale Premierminister Ion Duca die Eiserne Garde auflösen und Tausende verhaften; 19 Tage später wurde er von Legionären der Eisernen Garde auf einem Bahnsteig des Bahnhofs von Sinaia ermordet.
Am 10. Februar 1938 entließ König Carol II. die Regierung und setzte eine Königsdiktatur ein, um damit die Bildung einer Regierung zu verhindern, der Minister aus der Eisernen Garde angehört hätten. Dies geschah in direkter Konfrontation zu Adolf Hitlers ausdrücklicher Unterstützung der Eisernen Garde.
Über die nächsten zwei Jahre entwickelte sich der bereits heftige Konflikt zwischen der Eisernen Garde und anderen politischen Gruppierungen unter mehreren kurzlebigen Regierungen nahezu zu einem Bürgerkrieg. Im April 1938 ließ Carol den Führer der Eisernen Garde Corneliu Zelea Codreanu verhaften. In der Nacht vom 29. auf den 30. November 1938, vermutlich als Revanche für eine Reihe von Attentaten durch Kommandos der Eisernen Garde, wurden Codreanu und mehrere andere Legionäre getötet, angeblich bei einem Fluchtversuch. Man nimmt allgemein an, dass solch ein Fluchtversuch nicht stattgefunden hat.
Die Diktatur von König Carol II. war kurzlebig. Am 7. März 1939 wurde mit Armand Călinescu als Premierminister eine neue Regierung gebildet. Călinescu wurde am 21. September 1939, drei Wochen nach Ausbruch des Zweiten Weltkriegs, von Legionären ermordet.

### Zweiter Weltkrieg

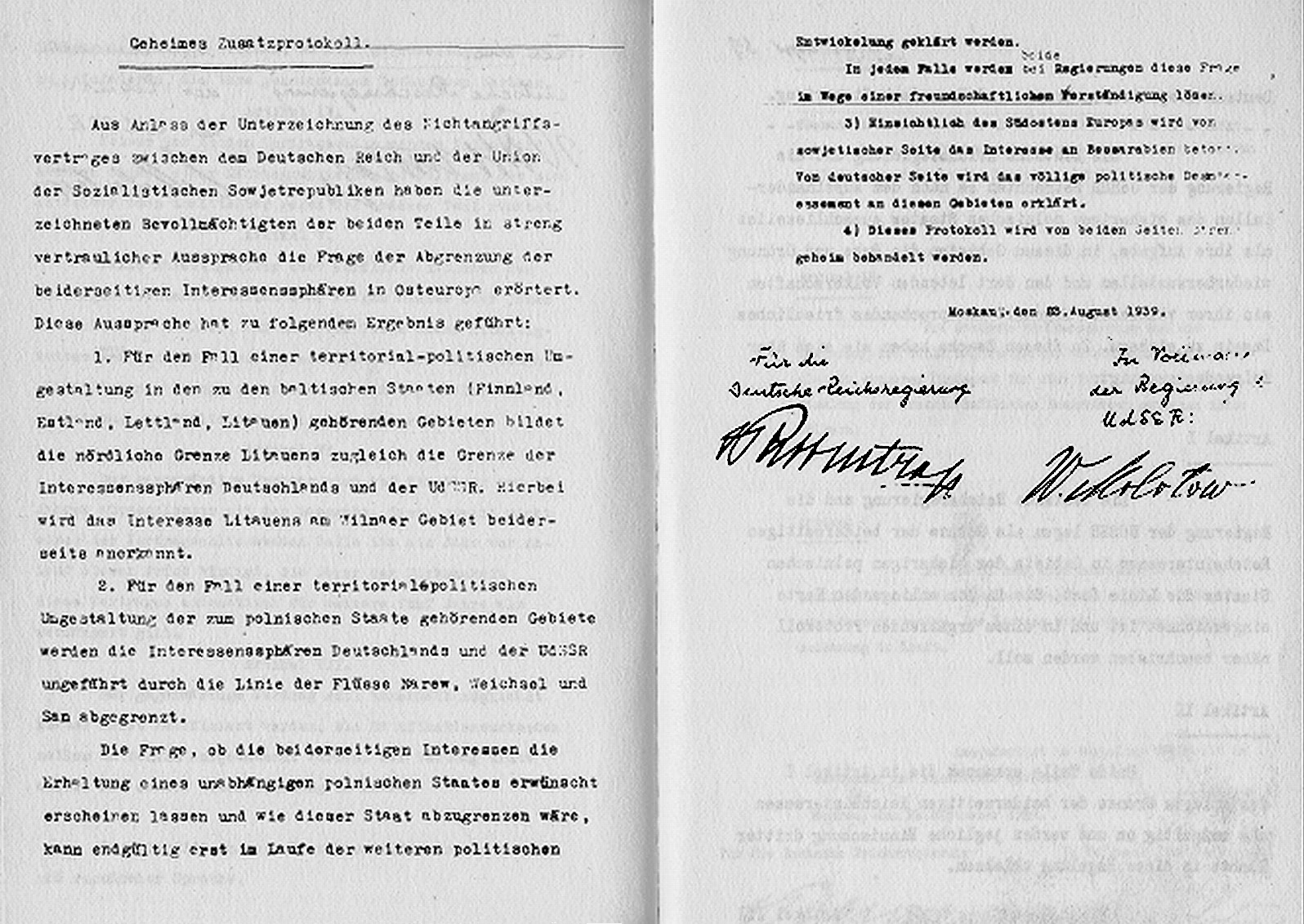
Letzte Seite des Geheimen Zusatzprotokolls im Deutsch-sowjetischen Nichtangriffspakt

Siehe auch: Deutsche Heeresmission in Rumänien
Zu Beginn des Zweiten Weltkrieges versuchte Rumänien zunächst neutral zu bleiben. Am 13. April 1939 hatten sich Frankreich und Großbritannien zur Sicherung der Unabhängigkeit Rumäniens verpflichtet, aber die Verhandlungen über eine ähnliche Garantie durch die Sowjetunion wurden abgebrochen, nachdem Rumänien eine Präsenz der Roten Armee auf seinem Territorium abgelehnt hatte. Am 23. August unterzeichneten Wjatscheslaw Michailowitsch Molotow und Joachim von Ribbentrop den deutsch-sowjetischen Nichtangriffspakt. Acht Tage später überfiel Deutschland Polen, und Rumänien gewährte Mitgliedern der Regierung Polens (siehe Polnische Exilregierung) Zuflucht.

Gebietsverluste Rumäniens im Verlauf des Jahres 1940 an Ungarn, die Sowjetunion und Bulgarien

Am 26. Juni 1940 setzte die Sowjetunion ein Ultimatum, mit dem Rumänien aufgefordert wurde, seine Truppen und Administration aus Bessarabien, der nördlichen Bukowina und dem Herza-Gebiet abzuziehen, andernfalls würde die UdSSR mit der militärischen Invasion beginnen. Dieser Zug wurde durch das geheime Zusatzprotokoll des Deutsch-sowjetischen Nichtangriffspakts ermöglicht. Sowohl Deutschland als auch Italien waren bereits am 24. Juni über das Ultimatum informiert worden, hatten aber weder Rumänien hierüber informiert noch waren sie zur Hilfestellung bereit. Auf Grund Frankreichs Kapitulation (22. Juni 1940) und Großbritanniens Rückzug vom Festland (Schlacht von Dünkirchen 26. Mai–5. Juni 1940) waren die westlichen Alliierten Rumäniens nicht in der Lage einzugreifen. Rumänien stimmte den Bedingungen zu, um eine bewaffnete Auseinandersetzung zu vermeiden. Die sowjetische Annexion begann am 28. Juni und wurde durch das Ausrufen der Moldauischen Sozialistischen Sowjetrepublik am 2. August abgeschlossen.
Rumänien wurde von Deutschland und Italien durch den Zweiten Wiener Schiedsspruch (30. August 1940) dazu gezwungen, die Nordhälfte Siebenbürgens (Nordsiebenbürgen) an Ungarn zurückzugeben (Südsiebenbürgen blieb rumänisch). Am 7. September verpflichtete Rumänien sich, Bulgarien den südlichen Teil der Dobrudscha zurückzugeben (Vertrag von Craiova). Diese territorialen Verluste erschütterten die Fundamente von Carols Macht.
Die von Ion Gigurtu am 4. Juli 1940 gebildete Regierung war die erste, der ein Minister der Eisernen Garde angehörte, namentlich der Antisemit Horia Sima, der nach Codreanus Tod der nominelle Führer der Bewegung geworden war. Er war einer der wenigen prominenten Legionäre, die das Blutbad der vergangenen Jahre überlebt hatten.

#### Ära Antonescu

Gebietsgewinne Rumäniens im Krieg gegen die Sowjetunion 1941–44

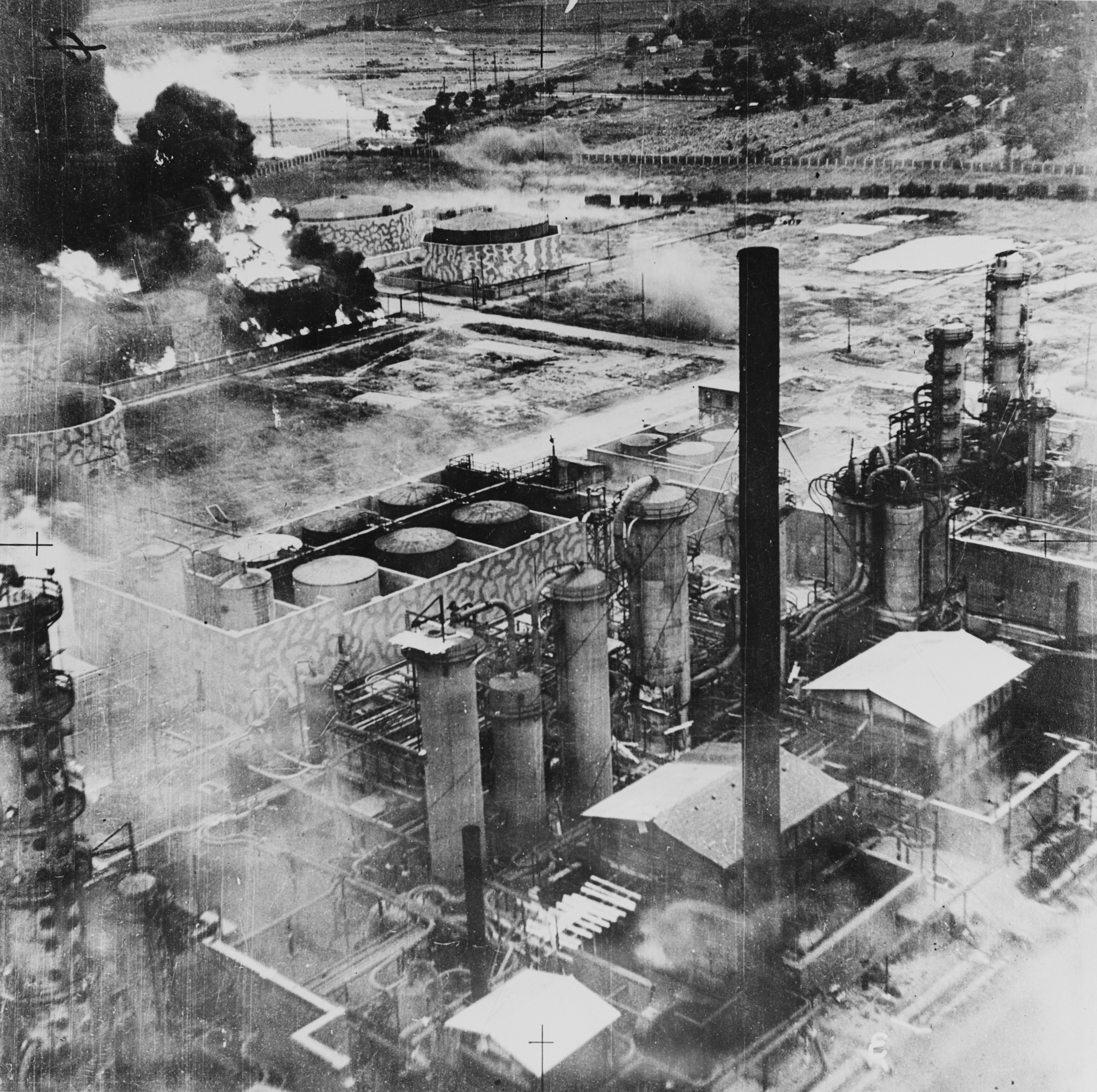
Bombardierung der Ölraffinerien in Ploiești durch amerikanische B-24 Bomber, 1. August 1943

Die Eiserne Garde (geführt von Sima) und General (später Marschall) Ion Antonescu bildeten am 4. September 1940 die Regierung eines „nationallegionären Staats“, welche die Abdankung Carols II. zugunsten seines 19-jährigen Sohns Mihai erzwang. Carol und Lupescu gingen ins Exil, und angesichts der Niederlage der Schutzmacht Frankreich blieb Rumänien nichts anderes übrig, als sich stark den Achsenmächten anzunähern. Antonescu und das rumänische Offizierskorps hofften darauf, dass der Hitler-Stalin-Pakt zerbrechen und Rumänien als kämpfender Verbündeter Deutschlands sein Territorium auf sowjetisches Gebiet ausdehnen könne. Beabsichtigt war die Eingliederung der nördlichen Bukowina und ganz Bessarabiens. Zudem sollte von Deutschland als Gegenleistung für die Unterstützung die Rückgängigmachung des Zweiten Wiener Schiedsspruchs verlangt werden. Diese Haltung wurde gegenüber der deutschen Seite so formuliert, so dass dort eine rumänische Beteiligung Ende 1940 fest in den Plänen für den Überfall auf die Sowjetunion einkalkuliert wurde.
An der Macht, verschärfte die Eiserne Garde die bereits harten antisemitischen Gesetze und nahm Rache an ihren Feinden. Mehr als 60 vormalige Würdenträger und Funktionäre wurden am 27. November 1940 im Gefängnis von Jilava hingerichtet, während sie noch auf ihren Prozess warteten. Der frühere Premierminister Nicolae Iorga und der Ökonom Virgil Madgearu (* 1887), ebenfalls Minister in früheren Regierungen, wurden gar ohne Verhaftung ermordet. Das Verhältnis zwischen der Eisernen Garde und Antonescu galt als angespannt. Am 20. Januar 1941 versuchte die Eiserne Garde einen Staatsstreich, verbunden mit einem Pogrom gegen die Bukarester Juden, jedoch wurde der Staatsstreich innerhalb von vier Tagen von Antonescu niedergeschlagen und die Eiserne Garde aus der Regierung ausgeschlossen. Sima und viele andere Legionäre flohen nach Deutschland, andere wurden inhaftiert.
Ende November trat Rumänien dem Dreimächtepakt bei. Die Wehrmacht überschritt am 8. Oktober 1940 die rumänischen Grenzen und erreichte bald eine Truppenstärke von 500.000 Soldaten. Am 23. November trat Rumänien an der Seite der Achsenmächte in den Krieg ein.
In der Folge begann eine intensive militärische Übungskampagne, vorerst jedoch ohne die über den Winter beurlaubten Wehrpflichtigen, unterstützt von der Deutschen Heeresmission in Rumänien. Der deutschfreundliche Iosif Iacobici wurde am 27. Januar 1941 zum Kriegsminister ernannt. Derweil änderte die deutsche Militärführung mehrfach ihre Pläne für den Einsatz des erwarteten rumänischen Kontingents gegen die Sowjetunion. Der Kampfwert der rumänischen Truppen wurde allgemein als gering bewertet, insbesondere wegen des Mangels an Kraftfahrzeugen und modernen Waffen sowie des schlechten Ausbildungsstands. Zudem wurde insbesondere den Offizieren eine „rassische Minderwertigkeit“ unterstellt. Für die rumänische Seite wurde Ende Mai 1941 der bevorstehende Überfall auf die Sowjetunion offensichtlich. Konkret informierte Hitler Antonescu am 12. Juni über den nahen Kriegsbeginn. Am 18. Juni informierte Hitler Antonescu über den 22. Juni als Beginn des Angriffs auf die Sowjetunion.
Daran waren zunächst die deutsche 11. Armee (136.000 Mann) und die rumänische 3. sowie 4. Armee sowie einzelne Divisionen (326.000 Mann) beteiligt. Diese Verbände wurden unter dem Namen Heeresgruppe Antonescu geführt. Allerdings erteilten Antonescu und das Hauptquartier der rumänischen Armee lediglich formal Befehle, die vom Kommando der 11. deutschen Armee formuliert worden waren. Selbst dies galt nur für die rumänische 4. Armee. Die rumänische 3. Armee, die als kampfstärkste im gesamten Militär des Landes galt, die 1. rumänische Panzerdivision und fünf Infanteriedivisionen, die in den Monaten zuvor unter deutscher Leitung ausgebildet worden waren, wurden unmittelbar dem Kommando der 11. Armee unterstellt.
Vom 22. Juni 1941 an beteiligte sich die rumänische Artillerie am Beschuss sowjetischer Ziele. In den folgenden Tagen eroberten rumänische Truppen Brückenköpfe auf der gegenüberliegenden Seite des Pruth, gingen dann aber nicht weiter vor, sondern warteten auf heranrückende deutsche Verbände. Am 25. Juni entschied sich die deutsche Führung zu einem eher langsamen Vorgehen angesichts noch vorhandener sowjetischer Gegenwehr: Die 11. deutsche Armee sollte ins nördliche Bessarabien vorstoßen, die rumänische 3. Armee an ihrer linken Flanke in die nördliche Bukovina und die rumänische 4. Armee an ihrer rechten Flanke mit etwas Verzögerung in das zentrale Bessarabien. Sowjetische Gegenangriffe verzögerten die Ausführung dieser Pläne bis zum 1. Juli. Es kam zu sowjetischen Bombenangriffen auf rumänische Städte. Nach dem Ausbruch aus den Brückenköpfen kamen die deutschen und rumänischen Verbände im Norden am schnellsten voran, wo die sowjetische Verteidigung weitgehend zusammengebrochen war, während im Süden eingegrabene sowjetische Truppen längeren Widerstand leisteten. Der 4. rumänischen Armee misslang der Ausbruch aus den Brückenköpfen in das sowjetisch kontrollierte und befestigte Hügelland.
Der Stillstand im Süden wurde erst aufgebrochen, nachdem die Führung der 11. Armee die 1. rumänische Panzerdivision nach Süden eindrehen ließ. Die Division erreicht am 16. Juli 1941 Chișinău und griff die rechte sowjetische Flanke an. Dennoch gelang der Roten Armee ein weitgehend geordneter, durch Gegenangriffe abgeschirmter Rückzug über den Dnister. Zugleich begannen die deutsche 11. und die rumänische 3. Armee am 16. Juli den Übergang über den Dnister, um an der Einkesselung der sowjetischen Truppen in der Ukraine teilzunehmen, die die Heeresgruppe Süd beabsichtigte. Am 26. Juli erreicht schließlich auch die rumänische 4. Armee im Süden den Dnister. Zu diesem Zeitpunkt erkannte die deutsche Führung, dass ihre Operation Barbarossa nicht den Zusammenbruch der Sowjetunion auslösen würde. Sie ging zum Versuch einer großflächigen Eroberung über. Hauptziel der Heeresgruppe Süd war dabei Kiew. Der rumänischen 4. Armee kam dabei als Aufgabe der Schutz der rechten Flanke der deutschen Hauptkräfte bis zum Südlichen Bug zu, insbesondere die Einschließung und Eroberung Odessas. Einer entsprechenden Anfrage Hitlers vom 27. Juli 1941 stimmte Antonescu zu.
Weiter nördlich war die rumänische 3. Armee an der Kesselschlacht bei Uman beteiligt. Als sie anschließend gemeinsam mit den Deutschen den Bug überschreiten sollte, drohten auf der anderen Seite stehende, ebenfalls mit den Deutschen verbündete ungarische Truppen mit Kampfhandlungen gegen die Rumänen. Die 3. Armee blieb daraufhin zunächst hinter dem Bug zurück. Mitte August verlangte Hitler von Antonescu, dass die rumänische Armee im gesamten Süden der Ukraine und zum Angriff auf die Halbinsel Krim eingesetzt werden sollte. Als Gegenleistung setzte Antonescu am Ende des Monats die Vereinbarung von Tighina durch, nach der Transnistria Rumänien angeschlossen wurde und Rumänien sowjetische Gebiete über die 1940 verlorenen hinaus annektieren durfte. Die Eroberung des späteren rumänischen Besatzungsgebiets bis hin zum Bug wurde ebenfalls im August abgeschlossen.
Am 14. August führten die rumänischen Truppen in der Schlacht um Odessa den ersten Angriff auf die Stadt aus. Die Schlacht dauerte noch bis Oktober 1941 an und band die südliche Hälfte der rumänischen Truppen. Weiter nördlich überschritten am 19. August die 3. rumänische und die 11. deutsche Armee den Dnepr, um weiter in Richtung Krim vorzugehen. Nach dem Ende der Schlacht um Odessa wurde die rumänische 4. Armee von Mitte Oktober 1941 an weitgehend demobilisiert. Nur ein Teil ihrer Truppen verblieb als Besatzung in der Region zwischen Dnister und Dnjepr.
General Petre Dumitrescu führte die 3. Armee am 26. September in die Schlacht am Asowschen Meer. Für den folgenden Angriff auf die Krim wollten die Deutschen zunächst keine rumänischen Einheiten einsetzen. Erich von Manstein griff dann aber doch auf zwei gut motorisierte Brigaden und ein Regiment der 3. rumänischen Armee zurück, da seine 11. Armee selbst untermotorisiert war. Bis zum 10. Oktober entfernten sich die Verbände der 3. Armee mehr als 1700 Kilometer von Rumänien, schlugen vier größere Schlachten und bestritten 42 kleinere Gefechte. Zugleich brach Mitte Oktober der Kampfeswillen der rumänischen Truppen angesichts schwerer Kämpfe, geringem und schlecht ausgebildetem Personalersatz, seit zwei Monaten ausbleibendem Sold und schlechter Postverbindungen zusehends zusammen.
Ende Oktober 1941 übernahm die rumänische 3. Armee das Kommando über die im Besatzungsgebiet verbliebenen ehemaligen Einheiten der 4. Armee. Die verschiedenen Korps der 3. Armee hatten dabei unterschiedliche Operationsgebiete: Das II. Corps stellte die Besatzung Transnistriens, das VI. die zwischen Bug und Dnjepr. Unter dem direkten Kommando der 11. deutschen Armee überwachte das rumänische Kavalleriekorps die Küstenregion am Asowschen Meer und das rumänische Gebirgskorps war in die Besatzungsstruktur der 11. Armee auf der Krim integriert und kämpfte in Teilen in der Schlacht um Sewastopol 1941–1942.
Für die Schlacht von Stalingrad befahl das Oberkommando des Heeres (OKH) große Teile von Dumitrescus Truppen in die belagerte Stadt, die dort entweder fielen oder in sowjetische Gefangenschaft gerieten. Die Verteidigung des 138 km langen Frontabschnitts durch die verbleibenden Verbände wurde hierdurch geschwächt; eine Offensive der Roten Armee im Südwesten durchbrach die rumänische Front und zwang die rumänischen Verbände im Dezember 1943 zum Rückzug. Auf dem Weg nach Bukarest wurden die Truppen von der Roten Armee eingekesselt. Die Sowjets machten mehr als 130.000 rumänische Kriegsgefangene; nur Reste der Verbände erreichten Bukarest.
Rumänien trug unter der Regierung Antonescu mit Lieferungen von Öl, Getreide und Industrieprodukten bedeutend zur Versorgung Deutschlands und der Armeen der Achsenmächte bei, zumeist jedoch ohne finanzielle Kompensation, was eine hohe Inflation zur Folge hatte. Die Erdölfelder von Ploiești waren eine der wichtigsten Ölquellen für die Wehrmacht. Westalliierte Luftangriffe auf Ploiești sollten die Produktion von kriegswichtigen Gütern wie Treibstoff verhindern oder zumindest beeinträchtigen. Am 1. August 1943 bombardierten über 100 US-amerikanische Consolidated B-24 die Förderanlagen und Raffinerien in der Operation Tidal Wave.
Trotz der Bündnisse Ungarns und Rumäniens mit Deutschland stand das Antonescu-Regime in der Siebenbürgen-Frage auf diplomatischer Ebene Ungarn weiterhin feindlich gegenüber. Vor der sowjetischen Gegenoffensive von Stalingrad sah die rumänische Regierung eine bewaffnete Auseinandersetzung mit Ungarn in dieser Frage für die Zeit nach dem erwarteten Sieg über die Sowjetunion als unausweichlich an.

#### Rumänien und der Holocaust

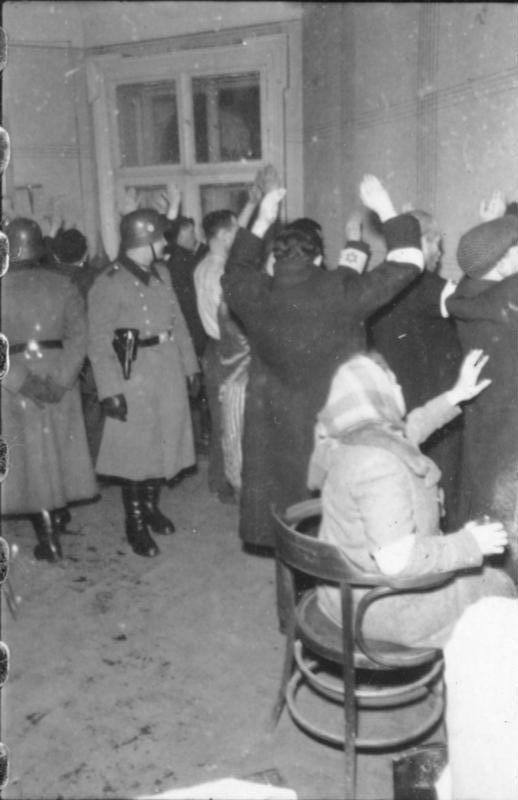
Festnahme von Juden in Rumänien am 22. Dezember 1941, Aufnahme aus dem Bundesarchiv

Antonescu erklärte kurz nach seinem Amtsantritt 1940 die Juden Rumäniens für staatenlos, soweit sie nicht bereits vor Abschluss der Friedensverträge Bürger geworden waren. Das betraf so gut wie alle Juden, etwa 590.000. Mit dem Kriegseintritt Rumäniens begannen im Februar 1941 die Massaker der Eisernen Garde an den Juden und kulminierten zunächst im Todeszug von Iași. Am 2. Juli 1941 erhielten Gendarmerieoffiziere, die die von rumänischen Truppen eroberten Gebiete überwachen sollten, die Anweisung von Gendarmeriekommandeur Constantin Vasiliu, möglichst viele Juden zu erschießen und die Überlebenden zu deportieren, was auch ausgeführt wurde. Zugleich begann die deutsche Einsatzgruppe D ihre Mordaktionen in diesem Gebiet. Darüber hinaus kam es unmittelbar nach der Eroberung zu Gewalttaten in den betreffenden Regionen. Dabei handelte es sich zum Teil um spontane Gewaltausbrüche, zum Teil auf Einheitsebene organisierte Mordkommandos gegen angebliche jüdische Heckenschützen. Insbesondere in den rückeroberten vormals rumänischen Gebieten beteiligte sich auch die Zivilbevölkerung an den Gewalttaten. Nach der Eroberung Transnistriens wurden von Herbst 1941 an rund 142.000 Juden aus dem rumänischen Stammland dorthin deportiert. Viele von ihnen fielen dort der weiteren Verfolgung zum Opfer. Neben den organisierten Verfolgungen und der Unterstützung der Einsatzgruppe D kam es im gesamten rumänischen Besatzungsgebiet immer wieder zur Ermordung von Juden, häufig im Rahmen von sogenannter Partisanenbekämpfung.
Auch beim Massaker von Odessa im Herbst und Winter 1941 wurden Zehntausende Juden in Odessa und im gesamten Gouvernement Transnistrien umgebracht. Selbst nach dem Sturz der Eisernen Garde führte das Antonescu-Regime, verbündet mit dem Deutschen Reich, eine Politik von Unterdrückung und Massakern an Juden und Roma fort, hauptsächlich in den östlichen Gebieten. Pogrome und Deportationen waren in Moldau, der Bukowina und Bessarabien an der Tagesordnung. Die Zahl der Opfer ist umstritten, aber die niedrigsten seriösen Schätzungen bewegen sich zwischen 100.000, 250.000 und mindestens 280.000 Juden und 20.000 bis 25.000 Roma in diesen Ostregionen, während von Siebenbürgens 150.000 Juden 120.000 unter dem Zugriff der Ungarn starben. Ohne deutschen Druck waren zum Zeitpunkt der Kapitulation Rumäniens im August 1944 mehr als die Hälfte der Juden des Landes ermordet, und nur die neue politische Lage verhinderte die völlige Vernichtung der Juden des Landes.

#### Königlicher Staatsstreich
Um 1944 lag die rumänische Wirtschaft durch Kriegsausgaben und alliierte Bombardements am Boden, und es entwickelte sich selbst unter den Kriegsbefürwortern Widerstand gegen Abschöpfung durch Deutschland.
Als die Front 1944 rumänisches Gebiet erreichte (siehe Operation Jassy-Kischinew = Großangriff am 20. August 1944), führte König Mihai, bis dahin hauptsächlich eine Repräsentationsfigur, am 23. August 1944 mit Unterstützung oppositioneller Politiker aus dem Mitte-links-Spektrum und der Armee erfolgreich einen Staatsstreich durch, womit er die Diktatur Antonescus beendete, die Verfassung von 1923 teilweise wieder in Kraft setzte und einen Seitenwechsel Rumäniens auf die Seite der Alliierten herbeiführte. Die neue bürgerliche Regierung Rumäniens wurde von Premierminister Nicolae Rădescu geführt. Im Kampf gegen Deutschland erlitt Rumänien weitere heftige Verluste in Siebenbürgen, Ungarn und der Tschechoslowakei.
Obwohl rumänische Verbände nun unter sowjetischem Kommando kämpften, betrachteten die Sowjets Rumänien als besetztes Territorium und stationierten Truppen im ganzen Land. Die Alliierten Westmächte erkannten diesen Status in der Konferenz von Jalta an. Die Pariser Friedenskonferenz 1946 verweigerte Rumänien den Rang eines Mitalliierten. Das Territorium Rumäniens verkleinerte sich verglichen mit seiner Ausdehnung vor dem Zweiten Weltkrieg deutlich. Zwar wurde der Wiener Schiedsspruch revidiert und Nordsiebenbürgen wieder unter rumänische Verwaltung gestellt, jedoch mussten Bessarabien und die Nordbukowina an die Sowjetunion zurückgegeben werden.
Sowjetische Reparationsforderungen für Kriegsschäden vor dem Seitenwechsel erfüllte Rumänien im Januar 1945 durch eine von den russischen Besatzern forcierte Verschleppung der arbeitsfähigen Rumäniendeutschen in sowjetische Arbeitslager. Herta Müller hat das Thema in ihrem Roman Atemschaukel verarbeitet.

## Volksrepublik und Sozialistische Republik

### Aufstieg der Kommunisten
1945 wurde Petru Groza von der den Kommunisten nahestehenden Front der Pflüger zum Premierminister ernannt. Obwohl seine Regierung aus Vertretern der meisten größeren Vorkriegsparteien bestand, waren die Schlüsselministerien von den Kommunisten besetzt. Die erste Regierung unter Groza beschloss im März 1945 eine Landreform mit weitreichenden Enteignungen von Feldbesitz, Häusern, Großvieh, landwirtschaftlichen Maschinen und Gerät. Mit der Regierung Groza begann die sowjetische und kommunistische Vorherrschaft in Rumänien.
König Mihai, unzufrieden mit dem von der Regierung eingeschlagenen Kurs, verweigerte die Unterzeichnung neuer Gesetze, womit er Grozas Rücktritt erzwingen wollte. Groza entschied sich, die Gesetze auch ohne Mihais Zustimmung in Kraft treten zu lassen. Am 8. November 1945 wurde eine antikommunistische Demonstration vor dem Königspalast in Bukarest mit Gewalt aufgelöst, wobei es zahlreiche Verhaftungen, Verletzte und eine unbekannte Zahl an Toten gab.

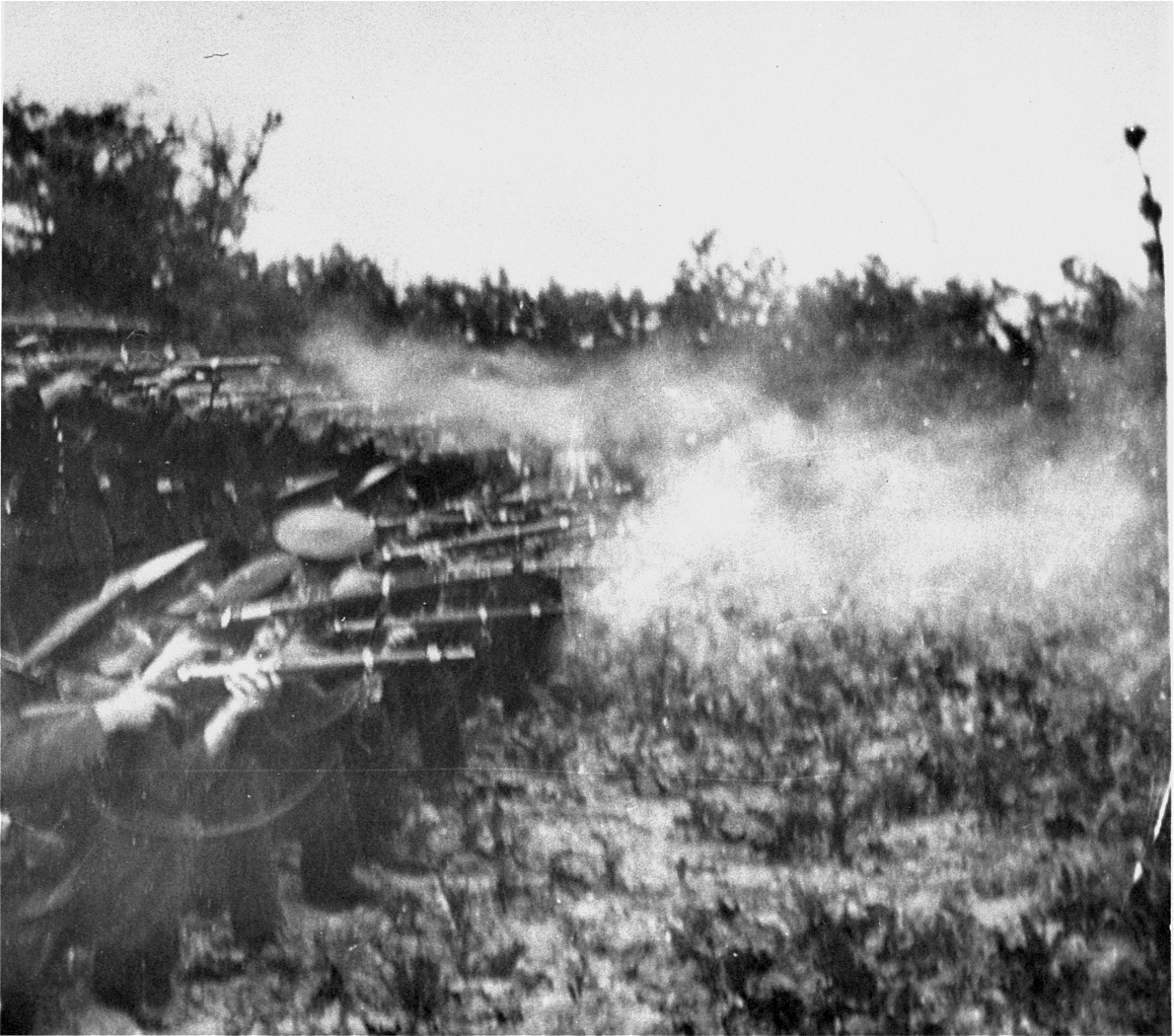
Hinrichtung von Marschall Ion Antonescu, 1946

Gemäß Artikel 14 des Waffenstillstandsvertrages vom 12. September 1944 mit Rumänien ließ die Alliierte Kontrollkommission unter dem Vorsitz der Sowjetunion nach dem Zweiten Weltkrieg zwei Volksgerichtshöfe zur Beurteilung von Kriegsverbrechen und Verbrechen gegen die Menschlichkeit in Rumänien errichten. Diese Volksgerichtshöfe (rumänisch Tribunalele Poporului) befanden sich in Cluj und Bukarest. 1946 und 1947 wurden zehntausende Angehörige des ehemals auf der Seite der Achsenmächte stehenden Regimes als Kriegsverbrecher hingerichtet, so am 1. Juni 1946 auch der Generalstabschef des Heeres und frühere diktatorisch regierende Ministerpräsident Ion Antonescu im Gefängnis Jilava nahe Bukarest. Das Frauenwahlrecht wurde 1946 eingeführt. Bei den Wahlen nach Einheitsliste vom 19. November 1946 (vgl. Rumänische Kommunistische Partei) erhielten die Kommunisten angeblich 80 % der Stimmen; tatsächlich wurden die Wahlen massiv und teilweise gewaltsam manipuliert.
Im Frühjahr 1947 zerschlug die Groza-Regierung die Reste der Opposition mit Massenverhaftungen und dem Verbot der beiden großen traditionellen politischen Gruppen, der Partidul Național Țărănesc Creștin Democrat („Nationale Christlich-Demokratische Bauernpartei“) und der Partidul Național Liberal („National-Liberale Partei“). Bauernführer Iuliu Maniu, damals 74 Jahre alt, wurde am 11. November 1947 zu lebenslanger Haft verurteilt und verstarb acht Jahre später. Der Führer der Liberalen Constantin Brătianu wurde 1950 gefangen genommen, ohne Prozess inhaftiert und im Mai 1950 in das berüchtigte Sighet-Gefängnis verlegt. Dort starb er am 20. August 1950 im Alter von 84 Jahren.
Nach der Absetzung auch der letzten liberalen Minister um Gheorghe Tătărescu dankte auch König Mihai unter Druck am 30. Dezember 1947 ab und ging ins Exil in die Schweiz. Die „Volksrepublik Rumänien“ wurde ausgerufen und am 13. April 1948 durch eine Verfassung gegründet.

### Parteiinterne Machtkämpfe
Die frühen Jahre der kommunistischen Herrschaft in Rumänien waren durch wiederholte Kurswechsel und Massenverhaftungen geprägt, und verschiedene Gruppierungen kämpften um die Vorherrschaft. 1948 wurde die frühere Agrarreform rückgängig gemacht und durch eine Hinwendung zur Kollektivierung der Landwirtschaft ersetzt. Dies führte zu zehntausenden von Festnahmen, ebenso wie die Bemühungen, die Unierte Kirche zu eliminieren. Am 11. Juni 1948 wurden alle Banken und großen Unternehmen verstaatlicht. Rumänien entwickelte ein System der Zwangsarbeit und politischen Gefängnisse ähnlich wie in der Sowjetunion. Beim erfolglosen Versuch, einen Donau-Schwarzmeer-Kanal zu bauen, starben geschätzte 100.000 politische Häftlinge.
Es gab drei wichtige Gruppierungen, alle stalinistisch, die sich mehr durch ihre jeweilige persönliche Geschichte als durch tiefere politische oder philosophische Differenzen unterschieden: Die Emigranten unter Ana Pauker und Vasile Luca hatten den Krieg im Moskauer Exil verbracht. Die Einheimischen, von denen Gheorghe Gheorghiu-Dej der wichtigste war, waren während des Kriegs in rumänischen Gefängnissen, vor allem im Gefängnis Doftana gewesen und wurden deshalb in Rumänien Gefängnisgruppe genannt. Eine etwas weniger stalinistische Gruppierung, zu der Lucrețiu Pătrășcanu zählt, hatte sich durch die Antonescu-Jahre gerettet, indem sie sich in Rumänien versteckte. Sie hatte in den breiten Regierungen unmittelbar nach Mihais Staatsstreich teilgenommen.
Mit Josef Stalins Rückendeckung, und wahrscheinlich unter dem Einfluss der antisemitischen Politik des späten Stalinismus (Pauker war Jüdin), gewannen Gheorghiu-Dej und die Einheimischen den Machtkampf. Pauker wurde bei den Säuberungen zusammen mit 192.000 anderen Parteimitgliedern aus der Partei ausgeschlossen. Pătrășcanu wurde nach einem Schauprozess hingerichtet.

### Ära Gheorghiu-Dej
Gheorghiu-Dej, ein überzeugter Stalinist, war von der beginnenden Entstalinisierung in der Sowjetunion nach Stalins Tod 1953 nicht angetan. Er fürchtete auch den Plan des RGW, aus Rumänien den „Brotkorb“ des Ostblocks zu machen, da er ein Programm zur Entwicklung der Schwerindustrie verfolgte. Er schloss Rumäniens größte Arbeitslager, gab das Projekt Donau-Schwarzmeer-Kanal auf, stoppte Rationierungen und erhöhte die Arbeiterlöhne.
Dies, verbunden mit dem anhaltenden Ressentiment, dass mit der Gründung der Moldauischen Sowjetrepublik historisch rumänisches Land Teil der Sowjetunion geworden war, führte Rumänien unter Gheorghiu-Dej konsequent auf einen verhältnismäßig unabhängigen und nationalistischen Kurs hin.
Gheorghiu-Dej identifizierte sich mit dem Stalinismus. Um seine Position zu festigen, ließ er 1952 die Außenministerin Ana Pauker entmachten und aus der Partei ausschließen. Die liberalere Tauwetter-Periode nach Stalins Tod drohte seine Autorität zu unterwandern. Nun versprach er Kooperation mit jedem Staat – unabhängig von seinem politisch-wirtschaftlichen System –, solange er die internationale Gleichheit anerkannte und sich nicht in die inneren Angelegenheiten anderer Staaten einmischte. Diese Politik führte zu einer Festigung von Rumäniens Beziehungen zu China, das ebenso nationale Selbstbestimmung befürwortete.
1954 trat Gheorghiu-Dej als Generalsekretär der Partei zurück, blieb aber Vorsitzender. Ein kollektives Sekretariat aus vier Mitgliedern, darunter Nicolae Ceaușescu, kontrollierte die Partei für ein Jahr, nach dem Gheorghiu-Dej wieder die Zügel in die Hand nahm. Trotz seiner neuen Politik der internationalen Kooperation trat Rumänien 1955 dem Warschauer Pakt bei, was zur Unterordnung und Integration eines Teils seines Militärs in die sowjetische Militärmaschine führte. Rumänien lehnte später Manöver des Warschauer Pakts auf seinem Gebiet ab und schränkte seine Beteiligung an Militärmanövern in anderen Ländern des Bündnisses ein.
1956 brandmarkte der sowjetische Premier Chruschtschow Stalin in seiner Geheimrede vor dem XX. Parteitag der KPdSU. Gheorghiu-Dej und die Führung der PMR waren gestärkt, die Entstalinisierung zu überstehen. Gheorghiu-Dej machte Pauker, Luca und Georgescu zu den Sündenböcken der Exzesse der rumänischen Kommunisten in der Vergangenheit und behauptete, dass die rumänische Partei die stalinistischen Elemente schon vor Stalins Tod gesäubert habe.
Im Oktober 1956 widersetzten sich die kommunistischen Führer in Polen den sowjetischen militärischen Drohungen, sich in die polnischen Angelegenheiten einzumischen und ein fügsameres Politbüro einzusetzen. Wenige Wochen später löste sich die kommunistische Partei in Ungarn während des Ungarischen Volksaufstandes praktisch auf. Der polnische Oktober und der ungarische Volksaufstand inspirierten rumänische Studenten und Arbeiter, in den Universitäten und Arbeiterstädten für Freiheit, bessere Lebensbedingungen und das Ende der Sowjetvorherrschaft zu demonstrieren, so bei der Studentenrevolte in Timișoara 1956. Da Gheorghiu-Dej fürchtete, dass ein ungarischer Aufstand die ungarische Bevölkerung in seinem eigenen Land zur Revolte aufstacheln könnte. Er setzte sich für eine rasche Intervention durch die Sowjets ein. Die Sowjetunion verstärkte ihre Militärpräsenz in Rumänien, insbesondere an der Grenze zu Ungarn. Wenngleich die Unruhen in Rumänien sich als bruchstückhaft und kontrollierbar erwiesen, diejenigen in Ungarn waren es nicht, und so startete Moskau im November einen blutigen Einmarsch in Ungarn.
Nach der Revolution von 1956 arbeitete Gheorghiu-Dej eng mit Ungarns neuem Führer János Kádár zusammen. Obwohl Rumänien zunächst den exilierten früheren ungarischen Premier Imre Nagy aufnahm, lieferte es ihn an Budapest für einen Prozess und seine Hinrichtung aus. Im Gegenzug gab Kádár die ungarischen Ansprüche auf Siebenbürgen auf und prangerte Ungarn, die dort die Revolution unterstützt hatten, als Chauvinisten, Nationalisten und Irredentisten an.
Rumäniens Regierung ergriff Maßnahmen, die Unzufriedenheit im Lande zu lindern, indem man Investitionen in die Schwerindustrie verminderte, die Produktion von Konsumgütern verstärkte, die Wirtschaftsverwaltung dezentralisierte, Löhne erhöhte und Elemente der Arbeiterselbstverwaltung einführte. Die Behörden schafften die obligatorischen Lieferungen durch Privatbauern ab, beschleunigten aber das Kollektivierungsprogramm Mitte der 1950er Jahre, wenn auch weniger brutal als zuvor. Die Regierung erklärte die Kollektivierung 1962 für vollständig; zu diesem Zeitpunkt hielten kollektive und Staatshöfe 77 % des bebaubaren Landes.
Trotz Gheorghiu-Dejs Behauptung, dass er die rumänische Partei von Stalinisten gesäubert habe, blieb er wegen seiner offenbaren Mittäterschaft in den Parteiaktivitäten zwischen 1944 und 1953 anfällig für Angriffe. Bei einer Vollversammlung der PMR im März 1956 kritisierten Miron Constantinescu und Iosif Chișinevschi, beide Politbüromitglieder und stellvertretende Premiers, Gheorghiu-Dej. Constantinescu, der sich für eine Liberalisierung im Stil Chruschtschows einsetzte, stellte eine besondere Bedrohung für Gheorghiu-Dej dar, weil er gute Beziehungen zur Moskauer Führung unterhielt. Die PMR entfernte Constantinescu und Chișinevschi 1957, indem sie sie als Stalinisten denunzierte und sie der Mittäterschaft mit Pauker bezichtigte. Danach musste Gheorghiu-Dej keine ernsthafte Herausforderung seiner Führungsrolle befürchten. Ceaușescu ersetzte Constantinescu an der Spitze der PMR-Kader.
Gheorghiu-Dej erreichte nie eine wirklich für beide Seiten akzeptable Einigung mit Ungarn über Siebenbürgen. Gheorghiu-Dej ging das Problem von zwei Seiten an: indem er die Führer der Ungarischen Volksunion festnehmen ließ und indem er 1952 im Szeklerland eine autonome ungarische Region (Regiunea Autonoma Maghiara) einrichtete.

### Ära Ceaușescu

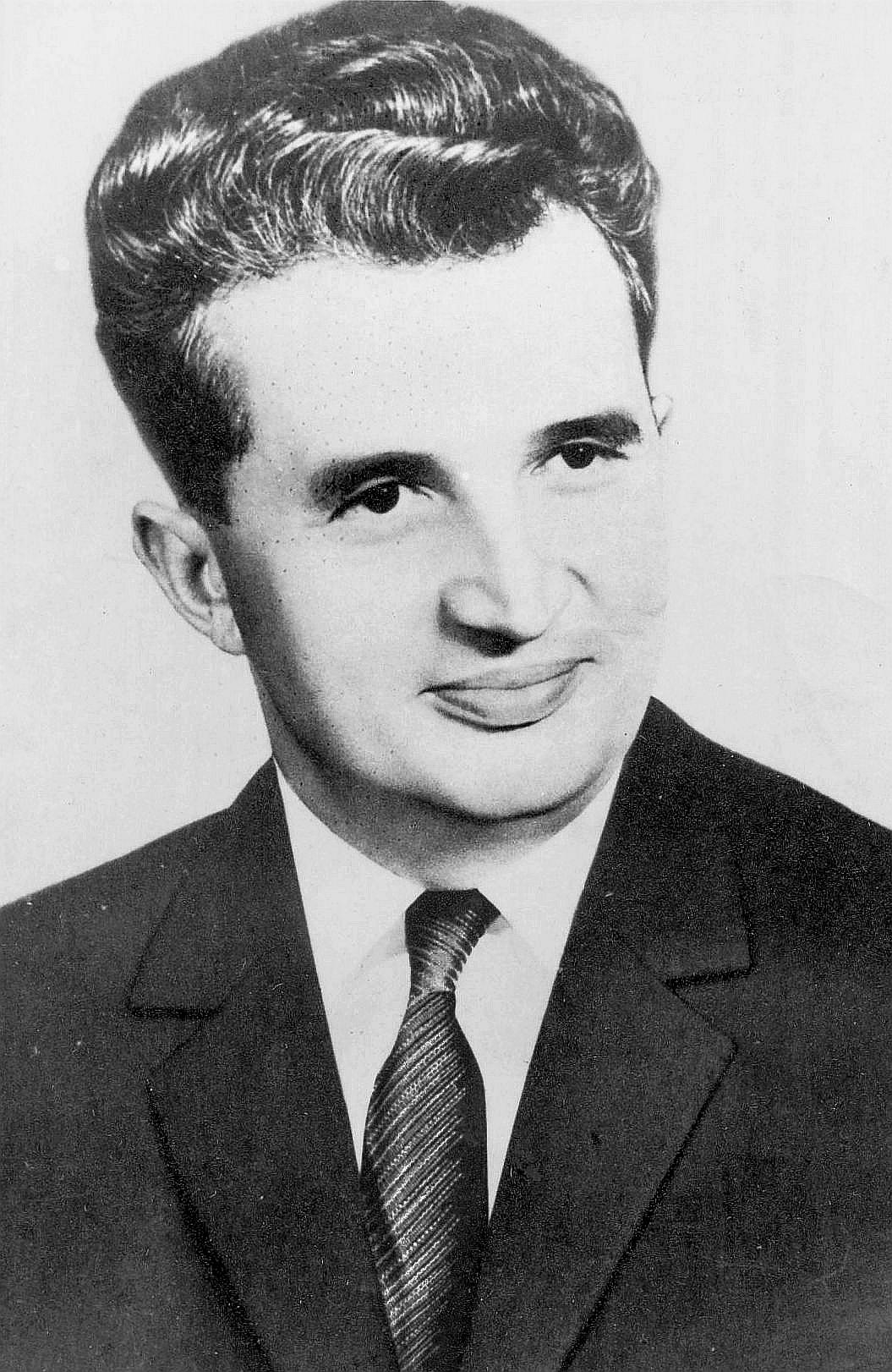
Nicolae Ceaușescu (1965)

Gheorghiu-Dej starb 1965 unter unklaren Umständen (anscheinend als er wegen einer medizinischen Behandlung in Moskau war). Nach einem unausweichlichen Machtkampf wurde der vorher unauffällige Nicolae Ceaușescu sein Nachfolger. Wo Gheorghiu-Dej einer stalinistischen Linie gefolgt war, während die Sowjetunion in einer reformerischen Phase war, erschien Ceaușescu nun zunächst als Reformer, und das zu einer Zeit, als die Sowjetunion unter Leonid Breschnew in eine neostalinistische Richtung steuerte.
In seinen frühen Regierungsjahren war Ceaușescu sowohl im Inland als auch im Ausland populär. Landwirtschaftsgüter waren reichlich vorhanden, Konsumgüter tauchten wieder auf, zudem gab es eine Periode politischen Tauwetters. Im Ausland nahm man zur Kenntnis, dass er sich gegen den sowjetischen Einmarsch in die Tschechoslowakei 1968 aussprach. Während sein Ansehen im Inland bald verblasste, hatte er wegen seiner unabhängigen politischen Linie weiterhin ungewöhnlich gute Beziehungen zu westlichen Regierungen und mit Institutionen wie dem Internationalen Währungsfonds und der Weltbank. Unter Ceaușescu unterhielt Rumänien diplomatische Beziehungen unter anderem mit der Bundesrepublik Deutschland, Israel, China, Albanien.
Die Phase von Freiheit und scheinbarem Wohlstand sollte allerdings nur kurz sein. In einem Versuch, die Geburtenrate zu steigern, setzte Ceaușescu ein Gesetz durch, das Abtreibung und Empfängnisverhütung beschränkte: beides war nur Frauen über 40 Jahren und solchen mit wenigstens vier Kindern erlaubt; 1972 wurden diese Grenzen auf 45 Jahre bzw. fünf Kinder angehoben. In den 1980er Jahren ging er noch weiter: Obligatorische gynäkologische Untersuchungen sollten Frauen identifizieren, die ihre „patriotische Verantwortung“, zu gebären, umgingen. Die Steuersätze wurden geändert, um Singles und Kinderlose zu benachteiligen. Dennoch versuchten viele Frauen, besonders notleidende, ihr ungeborenes Kind mit Drähten oder Medikamenten heimlich abzutreiben. Antibabypillen, Verhütungsmittel und sogar verfallene Abtreibungsmittel wurden auf dem Schwarzmarkt gehandelt. Als Folge dieser Abtreibungsversuche (aber auch der schlechten Ernährung) starben 11.000 Frauen, auch wurden massenhaft behinderte Kinder geboren und in Waisenhäuser abgeschoben. Im Alter von drei Jahren wurden sie von einer Ärztekommission untersucht, die über ihr weiteres Schicksal entschied. Danach holte sich die Geheimpolizei Securitate ihren Nachwuchs aus den Waisenhäusern. Die chronisch kranken Kinder, die Kinder mit Entwicklungsschäden durch Mangelernährung und die Zurückgebliebenen wurden in Heime wie zum Beispiel Cighid abgeschoben. Dort starben die meisten schon nach wenigen Wochen am Hunger und an Krankheiten, oder sie erfroren einfach.
Während Gheorghiu-Dejs Haltung gegenüber der ungarischen Minderheit noch doppelzüngig war, ging Ceaușescu offen repressiv vor. Schulen in ungarischer Sprache, Verlagshäuser und kulturelle Institutionen wurden weitgehend geschlossen. Ethnische Ungarn wurden gedrängt, ihren Kindern traditionell rumänische Namen zu geben. Juden und Deutschen erging es verhältnismäßig besser: Sie waren im Verhältnis zu den deutschen und israelischen Regierungen nützlich als Verhandlungsmasse. Mit dem Freikauf von Rumäniendeutschen durch die deutsche Bundesregierung wurde zwischen 1967 und 1989 unter dem Decknamen Geheimsache Kanal die Ausreise von 226.654 Rumäniendeutschen aus Rumänien in die Bundesrepublik Deutschland erwirkt. Die Höhe der Zahlungen für das sogenannte Kopfgeld wird auf über 1 Milliarde DM geschätzt. Rumänien und der junge Staat Israel schlossen bereits im Juli 1948 ein Wirtschaftsabkommen, welches unter anderem die Auswanderung von 5000 Juden monatlich vorsah, zu Kosten von 8000 Lei pro Kopf. Das Joint Distribution Committee erklärte sich bereit, diese Kosten zu tragen. Insgesamt verließen 118.000 Juden zwischen Mai 1948 und Ende 1951 das Land Richtung Israel. Als weitere Kompensation wurden Geflügelfarmen und andere agrarwirtschaftliche Betriebe von Israel geliefert.
Andere Verletzungen von Menschenrechten waren typisch für ein stalinistisches Regime: Der massive Einsatz der Geheimpolizei (die Securitate), Zensur, massive Umsiedlungen, wenn auch nicht im selben Maßstab wie in den 1950ern. Ganz Bukarest war mit einem Tunnelsystem für die Securitate unterzogen, wie sich beim Aufstand von 1989 herausstellte.
Ceaușescus Rumänien führte Gheorghiu-Dejs Politik der Industrialisierung fort, produzierte aber immer noch wenige Güter, die qualitativ auf dem Weltmarkt konkurrieren konnten. Nach einem Besuch in Nordkorea entwickelte Ceaușescus eine megalomanische Vision zum völligen Neuaufbau des Landes; dies wurde als Programm zur Systematisierung der Dörfer bekannt. Ganze Städte und schließlich ein Großteil der Hauptstadt Bukarest wurden abgerissen und entweder durch nichtssagende Betongebäude oder (wenn das Geld ausging) durch nichts ersetzt; dieses Schicksal traf u. a. Teile der historischen Altstadt von Bukarest samt dem jüdischen Schtetl.
Trotz allem, und trotz der entsetzlichen Behandlung der „überzähligen“ oder kranken Kinder, hatte das Land weiterhin ein gutes Schulsystem und im Allgemeinen ein gutes Gesundheitssystem. Beide wurden jedoch durch die zunehmend überlebensnotwendige Korruption in Rumänien zerrüttet: Operationen und Aufnahmeprüfungen an den Hochschulen mussten in Naturalien oder mit Bargeld „bezahlt“ werden, über 60-Jährige erhielten oft gar keine medizinische Versorgung. Nicht jedes Industrialisierungsprojekt scheiterte: Ceaușescu ließ Rumänien ein recht effektives System der Energieerzeugung und -übertragung zurück, das in den letzten Jahren seiner Herrschaft jedoch funktionsunfähig war. Die Heizkraftwerke, die auch Lignit und Teerschiefer verfeuern mussten, wurden teilweise mit schwarzer Erde betrieben, und die notwendige Brennwärme wurde nicht erreicht. Die Temperatur in Wohnhäusern lag zeitweise bei 12–14 °C, der Strom wurde vormittags, abends und nachts abgeschaltet. Bukarest erhielt eine funktionierende U-Bahn. In vielen Städten wurden neue Wohnblocks errichtet, die alte Bausubstanz wurde manchmal auf persönlichen Befehl Elena Ceaușescus, dem Erdboden gleichgemacht.
In den 1980ern wurde Ceaușescu auf ähnliche Weise besessen von der Idee, westliche Schulden zurückzuzahlen, die sich soweit aufgehäuft hatten, dass Rumänien der Staatsbankrott drohte, und einen „Palast des Volkes“ (Palatul Poporului) in beispiellosen Ausmaßen zu bauen, zusammen mit einer gleichermaßen grandiosen Umgebung, dem Centru Civic. Es gab auch ein Wiederaufleben der Bemühungen, einen Donau-Schwarzmeer-Kanal zu bauen. Dies führte zu einem vorher nicht dagewesenen Armutsniveau für den durchschnittlichen Rumänen. Es gab kein Fleisch zu kaufen, weil es gegen Devisen ins Ausland verkauft wurde. Es gab keinen Marmor für Grabsteine, weil er für den Bau des „Palast des Volkes“, der das zweitgrößte Gebäude der Welt ist, obwohl er nie vollendet wurde, und des Centru Civic benötigt wurde. In der Ära von Glasnost und Perestroika wurde dies mehr und mehr unakzeptabel sowohl für die Sowjetunion wie für den Westen. Ceaușescu hatte in den letzten Jahren seiner Herrschaft jegliches Augenmaß und jeglichen Bezug zu seiner Bevölkerung verloren. Warnsignale über die wachsende Unzufriedenheit in der Arbeiterschaft wie der Aufstand von Brașov 1987 wurden von Ceaușescu ignoriert. Da die gesellschaftliche Elite in den Schulen Englisch und Französisch lernte und die Möglichkeit hatte, an Informationen aus dem Westen zu gelangen, wuchs im Untergrund die Auflehnung gegen die Diktatur.

### Rumänische Revolution 1989
Im Gegensatz zur Sowjetunion zur gleichen Zeit entwickelte Rumänien keine umfassende, privilegierte Elite. Außerhalb Ceaușescus eigenen Verwandten wurden Regierungsbeamte häufig von einem zum anderen Job rotiert und geographisch versetzt, um die Möglichkeit zur Entwicklung einer Machtbasis zu verhindern. Dies verhinderte das Aufkommen des Reformkommunismus der Gorbatschow-Ära, den es in Ungarn oder der Sowjetunion gab. Auch reagierte Ceaușescu – im Gegensatz zu Polen – auf Streiks mit einer gnadenlosen Strategie weiterer Unterdrückung. Diejenigen, die ihn vor solch einer Politik warnten, wurden als Kriminelle behandelt.
Als in der Folge die Welle der Revolution von 1989 nach Rumänien schwappte, tat sie es mit unvergleichlicher Energie. Der Sturz des rumänischen Regimes war beinahe einer der letzten in Osteuropa. Er war auch einer der brutalsten zu der Zeit. Obwohl die Ereignisse im Dezember 1989 sehr umstritten sind, ist die folgende Darstellung wenigstens ein angemessener Grundriss.
Proteste und Aufstände brachen am 17. Dezember in Timișoara aus. Der Auslöser war die polizeilich angeordnete Evakuierung aus dem Pfarrhaus bzw. die geplante Verhaftung des protestantischen Pfarrers und späteren Bischofs László Tőkés, der ein ausgesprochener Gegner Ceaușescus war. Obwohl die ersten Demonstranten von der Securitate abtransportiert wurden, breiteten sich die Unruhen am nächsten Tag in der ganzen Stadt aus. Soldaten eröffneten das Feuer auf die Protestierenden und töteten rund 100 Menschen. Die Empörung über die Erschießungen breitete sich nach Sibiu, Bukarest und anderswo aus. Soldaten außerhalb Timișoaras weigerten sich gewöhnlich, die Befehle, Demonstranten anzugreifen, auszuführen.
Nach einer zweitägigen Reise in den Iran wandte sich Ceaușescu am 21. Dezember an eine handverlesene Schar von 100.000 Leuten im Zentrum von Bukarest. Selbst hier begann die Menge ihn niederzuschreien. Die Securitate eröffnete das Feuer, aber das Militär unter Verteidigungsminister Vasile Milea weigerte sich im Allgemeinen, es ihnen gleichzutun. Nachdem Milea unter nicht ganz geklärten Umständen ums Leben kam und die Loyalität der Armee nicht mehr gewährleistet schien, versuchten Ceaușescu und seine Frau Elena Ceaușescu, mit einem Hubschrauber aus der Hauptstadt zu entkommen. Die Armee und die Securitate trugen in Bukarest offene Straßenkämpfe aus, und hunderte, vielleicht tausende wurden im Schusswechsel getötet. Die Ceaușescus wurden schließlich in Târgoviște verhaftet. Ihr Leben wäre vielleicht geschont worden, wenn die Securitate willens gewesen wäre, ihre Waffen niederzulegen; so wurden sie aber einem zügigen und zweifelhaften Prozess unterzogen und am 25. Dezember erschossen. Mit ihrem Tod begann die Securitate, aufzugeben und löste sich bald auf, so dass die Gewalt zu einem Ende kam.

## Postkommunistische Ära

### 1990–1992
Unabhängig von den beschriebenen Kontroversen hat Rumänien seit der Revolution große Fortschritte bei der Institutionalisierung demokratischer Prinzipien, Bürgerrechte und der Achtung der Menschenrechte gemacht. Jedoch kann das Erbe von 44 Jahren kommunistischer Herrschaft nicht plötzlich beseitigt werden. Die Mitgliedschaft in der kommunistischen Partei war gewöhnlich die Vorbedingung für eine höhere Ausbildung, Auslandsreisen oder einen guten Arbeitsplatz, während der umfassende interne Sicherheitsapparat normale soziale und politische Beziehungen untergrub. Den wenigen aktiven Dissidenten, die unter Ceaușescu litten, muss es so erscheinen, dass die meisten, die nach der Revolution als Politiker Karriere machten, durch die Zusammenarbeit mit dem alten Regime kompromittiert sind.
Über 200 neue politische Parteien entstanden nach 1989, die sich mehr um Persönlichkeiten als um Programme drehten. Alle größeren Parteien traten für Demokratie und Marktreformen ein, aber die regierende Nationale Rettungsfront (FSN) schlug langsamere, vorsichtigere Wirtschaftsreformen und ein soziales Sicherungsnetz vor. Im Gegensatz dazu bevorzugten die Hauptoppositionsparteien – die Nationalliberale Partei PNL und die Christlich-Demokratische Bauernpartei PNȚ-CD – schnelle und radikale Reformen, unverzügliche Privatisierung, und eine Schwächung des Einflusses der exkommunistischen Elite. Es gibt zwar kein Gesetz, das kommunistische Parteien verbietet, aber die alte kommunistische Partei löste sich trotzdem auf, viele ehemalige Parteimitglieder blieben aber aktiv.
Am 20. Mai 1990 wurden Präsidenten- und Parlamentswahlen abgehalten. Gegen Vertreter der schon vor dem Krieg existierenden Nationalen Bauernpartei PNȚ-CD und Nationalliberalen Partei PNL gewann Ion Iliescu 85,07 % der Stimmen. Die FSN (Front der Nationalen Rettung) erhielt 66,31 % der Stimmen und erhielt so drei Viertel der Sitze im Parlament. Die stärksten Oppositionsparteien waren die Demokratische Allianz der Ungarn in Rumänien (UDMR) mit 7,23 % und die PNL mit 6,41 %. Er berief den Universitätsprofessor Petre Roman zum Premierminister und begann vorsichtige Wirtschaftsreformen.
Die neue Regierung tat schon früh einen entscheidenden Fehltritt. Unzufrieden mit dem anhaltenden politischen und wirtschaftlichen Einfluss von Mitgliedern der Elite der Ceaușescu-Ära, trafen sich antikommunistische Demonstranten auf dem Bukarester Universitätsplatz zu einem Dauerprotest. Zwei Monate später wurden Bergarbeiter aus dem Jiu-Tal nach Bukarest gebracht und trieben die übriggebliebenen Protestierenden brutal auseinander („Mineriaden“). Präsident Iliescu drückte öffentlich seine Dankbarkeit aus, was viele davon überzeugte, dass die Regierung die Aktionen der Bergarbeiter initiiert habe. Die Bergarbeiter griffen auch die Hauptquartiere und Häuser von Oppositionsführern an. Die Roman-Regierung stürzte Ende September 1991, als die Bergarbeiter nach Bukarest zurückkehrten, um höhere Löhne und bessere Lebensbedingungen zu fordern. Ein Technokrat, Theodor Stolojan, wurde zum Kopf einer Zwischenregierung ernannt, bis neue Wahlen abgehalten wurden.
Das Parlament entwarf eine neue demokratische Verfassung, die durch ein Volksreferendum im Dezember 1991 angenommen wurde. Die FSN teilte sich im März in zwei Gruppen auf, die von Ion Iliescu (FDSN) und Petre Roman (FSN) geführt wurden. Romans Partei nahm anschließend den Namen „Demokratische Partei“ (PD) an.

### 1992–1996
Die lokalen und nationalen Wahlen im September 1992 zeigten eine politische Kluft zwischen den großen städtischen Zentren und dem Land.
Die ländlichen Wähler, die für die Rückgabe des Großteils des Agrarlandes an die Bauern dankbar waren, aber Änderungen fürchteten, bevorzugten Präsident Ion Iliescu und die FDSN, während die städtischen Wähler die CDR (ein Bündnis aus mehreren Parteien, unter denen die PNȚ-CD und die PNL die stärksten waren, und Bürgerorganisationen) und schnelle Reformen favorisierten. Iliescu wurde im Herbst 1992 wiedergewählt. Die FDSN gewann eine Mehrheit in beiden Kammern des Parlaments. Die FDSN bildete im November 1992 eine Regierung unter Premierminister Nicolae Văcăroiu, einem Ökonomen, mit parlamentarischer Unterstützung durch die nationalistischen Parteien PUNR und PRM sowie die kommunistische PSM. Aus der FDSN wurde im Juli 1993 die „Partei der Sozialen Demokratie Rumäniens“ (PDSR). Im Januar 1994 wurde die Stabilität der Regierungskoalition dadurch gefährdet, dass die PUNR ihre Unterstützung zu entziehen drohte, sollte sie nicht Posten im Kabinett bekommen. Im August 1994 bekamen zwei Mitglieder der nationalistischen PUNR Kabinettsposten in der Regierung. Im September gab der amtierende Justizminister bekannt, dass er in die PUNR eingetreten sei. PRM und PSM verließen im Oktober bzw. Dezember 1995 die Regierung.

### 1996–2000
Die Kommunalwahlen von 1996 ergaben eine große Verschiebung in der politischen Orientierung der rumänischen Wähler. Die Oppositionsparteien setzten sich in Bukarest und in den meisten größeren Städten in Siebenbürgen und im Banat durch.
Der Trend setzte sich in den nationalen Wahlen fort, und die Opposition dominierte die Städte und gewann stark in den ländlichen Gegenden und den einstigen Hochburgen außerhalb Siebenbürgens, die vormals von Iliescu und der PDSR dominiert worden waren. Die Kampagne der Opposition konzentrierte sich auf die beiden Themen Korruptionsbekämpfung und Wirtschaftsreformen. Diese Botschaft fand in der Wählerschaft Widerhall, und so kamen Emil Constantinescu und die mit ihm verbündeten Parteien an die Macht.
Emil Constantinescu von der „Demokratischen Konvention Rumäniens“ (CDR), einem Wahlbündnis, besiegte bei der nächsten Wahl Präsident Iliescu mit einem Abstand von 9 % und wurde neues Staatsoberhaupt.
Die PDSR gewann die größte Anzahl Sitze im Parlament, aber die Parteien der CDR, die Demokratische Partei, die PNL und der „Demokratischen Verband der Ungarn Rumäniens“ (UDMR) bildeten zusammen eine Koalitionsregierung der Mitte, die 60 % der Sitze im Parlament hinter sich hatte. Victor Ciorbea wurde Premierminister. Ciorbea blieb bis März 1998 im Amt und wurde erst durch Radu Vasile (PNȚ-CD) ersetzt, dann durch den Chef der Nationalbank Mugur Isărescu.
Die Koalition aus mehreren Parteien stellte sich als nicht immer einfach heraus, da Entscheidungen oftmals durch lange Verhandlungen herausgezögert wurden. Dennoch wurden mehrere entscheidende Reformen in die Wege geleitet. Der Einfluss von ehemaligen Kommunisten und Mitgliedern der „Securitate“ in der Staatsverwaltung wurde beseitigt, eine funktionierende Marktwirtschaft eingeführt.
Die im Dezember 1996 gebildete Koalitionsregierung vollzog einen historischen Schritt, in dem sie die UDMR und ihre ungarischen Unterstützer in die Regierung einlud.
Im Juli 2000 gab Präsident Emil Constantinescu bekannt, dass er nicht mehr kandidieren wird.

### 2000–2004
Bei den Parlamentswahlen im November 2000 scheiterte die christdemokratische PNȚ-CD an der Wahlhürde, die liberale PNL und die Demokratische Partei bildeten die eigentliche Opposition in Rumänien. Die PSD (Partei des Demokratischen Sozialismus) unter Ion Iliescu verzeichnete einen eindrucksvollen Sieg. Adrian Năstase wurde Premierminister der Regierung, die 2003 durch mehrere Korruptionsvorwürfe erschüttert wurde. Im Oktober 2003 mussten drei Minister aufgrund dieser Vorwürfe zurücktreten.
Der EU-Beitrittsprozess wurde weitergeführt. Demokratische Transparenz, Korruption und die Handhabung der Pressefreiheit waren in Rumänien unter Iliescu und Năstase problematisch.
Im Jahr 2002 wurde Rumänien eingeladen, 2004 der NATO beizutreten. Dieser Beitritt erfolgte im Zuge der NATO-Osterweiterung am 29. März 2004. Im selben Jahr bestätigte die Europäische Union ihre Unterstützung für Rumäniens Ziel, der Union 2007 beizutreten. Dazu waren jedoch in den folgenden Jahren tiefgreifende Veränderungen in der Wirtschaft notwendig.

### 2004–2008
Am 28. November und am 12. Dezember 2004 fanden Präsidentschaftswahlen statt. Die beiden wichtigsten Kandidaten waren der amtierende Premierminister Adrian Năstase von der PSD sowie der Bürgermeister von Bukarest Traian Băsescu von der liberalen Allianz D.A. Während Năstase auf die Kontinuität seiner ohnehin von Korruptionsskandalen geplagten Regierung setzte, schrieb sich Băsescu eben den Antikorruptionskampf auf der Fahne.
Traian Băsescu gewann das Rennen und ernannte Călin Popescu-Tăriceanu von der liberalen Allianz D.A. zum Premierminister.
Am 28. November 2004 wurde auch das Zweikammernparlament neu gewählt. Die größte Fraktion bildete die D.A. aus PNL und PD, die mit PUR und UDMR eine Mitte-rechts-Regierung bildeten, die vor allem die Korruption bekämpfen und Reformen in Landwirtschaft und Industrie durchführen wollte.
Am 13. April 2005 stimmte das Europaparlament in Straßburg dem Beitritt Rumäniens zur Europäischen Union zu. Seit dem 1. Januar 2007 sind Rumänien sowie auch Bulgarien Mitglied der EU.
Das Bündnis von PNL und PD zerbrach 2007; Tăriceanu regierte mit einer weitgehend handlungsunfähigen Minderheitsregierung aus PNL und UDMR weiter.

### 2008–2011
Die Parlamentswahl in Rumänien 2008 fand erstmals entkoppelt von den Präsidentschaftswahlen statt. Die PSD und die neu gegründete PD-L gingen daraus als Sieger hervor, woraufhin sie eine Regierung unter Emil Boc bildeten. Harte Sparmaßnahmen führte zu Protesten und schließlich zu einem Misstrauensvotum im Parlament. Das Kabinett Boc II trat zurück. Der frühere Außenminister Teodor Baconschi behauptete, durch die Manipulation einzelner Abgeordneter seien einige zum Oppositionsbündnis übergetreten. Staatspräsident Traian Băsescu ernannte Anfang Februar 2012 Mihai Răzvan Ungureanu zum Premierminister und beauftragte ihn mit der Regierungsbildung.

### Staatskrisen in Rumänien seit 2012
Nach weniger als drei Monaten im Amt scheiterte Ungureanus Regierung an einem erfolgreichen Misstrauensvotum im Parlament, das von den Parteien Partidul Social Democrat (PSD) und Partidul Național Liberal (PNL) eingebracht wurde.
Durch Überläufer gestärkt schlossen sich die National-Liberale Partei (rumänisch  Partidul Național Liberal, PNL), die Sozialdemokratische Partei (Partidul Social Democrat, PSD) und die Konservative Partei (Partidul Conservator, PC) zum neuen Regierungsbündnis Sozialliberale Union (Uniunea Social Liberală, USL) unter Premierminister Victor Ponta zusammen. Erklärtes Ziel war die Entmachtung des rumänischen Präsidenten Traian Băsescu von der Demokratisch-Liberalen Partei (Partidul Democrat Liberal, PD-L). Ende Juni 2012 wurde ein Amtsenthebungsverfahren gegen Băsescu eingeleitet. Die Abstimmung im Parlament führte zur Suspendierung des Präsidenten. Die Amtsgeschäfte führt indes der nationalliberale Senatspräsident Crin Antonescu. Bei der Volksabstimmung (Referendum) am 29. Juli 2012 zur Amtsenthebung Băsescus, in dessen Vorfeld ihm Vorwürfe über massive Verfassungsverstöße gemacht wurden, hatten große Teile der Bevölkerung das überwältigende Gefühl, das kleinere Übel gewählt zu haben, selbst wenn sie sich nach dem offenen Aufruf der PD-L zum Wahlboykott der Stimme enthielten. Die Wahlbeteiligung lag unter den benötigten 50 Prozent der möglichen Wählerstimmen und wurde für ungültig erklärt. Von den abgegebenen Stimmen hatten sich etwa 87 Prozent für die Amtsenthebung entschieden. Die USL äußerte Zweifel an der Korrektheit der dem Referendum zugrunde liegenden Wählerlisten und rief den Verfassungsgerichtshof von Rumänien an. Dieser kündigte an, nach deren Vorlage am 21. August über die Gültigkeit der Volksabstimmung zu entscheiden.
Das politische Vorgehen der USL, welches von Kritikern oft als „Staatsstreich“ beschrieben wurde, zog heftige nationale und internationale Kritik nach sich. Hintergrund ist neben der weit verbreiteten Korruption in Rumänien ein Machtkampf von Politiker-Cliquen der verschiedenen Lager, der nicht immer im Einklang mit den Grundsätzen des Gesetzes steht. In der von Korruption durchsetzen politischen Welt Rumäniens machte sich Unbehagen breit, als ein früherer Ministerpräsident der PSD zu einer mehrjährigen Haftstrafe verurteilt wurde.
Die Weltpolitik zeigte sich besorgt über den Druck auf Verfassungsrichter und die dadurch bedrängte Rechtsstaatlichkeit, das willkürliche Regieren durch Notverordnungen, sowie mangelndes Interesse an Werten der Europäischen Union (EU). Die Obersten Richter berichteten von enormem Druck durch die Regierung, wozu auch Drohungen gegen ihre Familien gehörten. Die EU äußerte sich entschlossen die Unabhängigkeit der Justiz in Rumänien zu garantieren.
Bei den Präsidentschaftswahlen 2014 wurde Klaus Johannis, der Bürgermeister von Hermannstadt, zum Nachfolger Băsescus gewählt. Er setzte sich in einer Stichwahl gegen Ministerpräsident Ponta durch.
Am 4. November 2015 erklärte Ponta sowohl seinen Rücktritt von den Regierungsämtern als auch den seines gesamten Kabinetts. Dem vorausgegangen waren tagelange Proteste und Demonstrationen mit über 20.000 Teilnehmern in Bukarest, die sich gegen den Ministerpräsidenten, den Innenminister Gabriel Oprea und den Stadtteilbürgermeister Cristian Popescu Piedone gerichtet hatten. Auslöser der Protestwelle war der verheerende Brand in einem Bukarester Nachtclub am 31. Oktober 2015, der über 60 Todesopfer gefordert hatte. Die hohe Opferzahl kam nach Aussagen von Präsident Klaus Johannis zustande, weil einfachste Sicherheitsvorschriften ignoriert worden seien. Nach Ansicht der Demonstranten hatte der Nachtclubbesitzer seine Betriebsgenehmigung durch Schmiergelder erkauft und dies sei symptomatisch für die Korruption in Rumänien. Als Interims-Regierungschef wurde der bisherige Bildungsminister Sorin Cîmpeanu benannt.

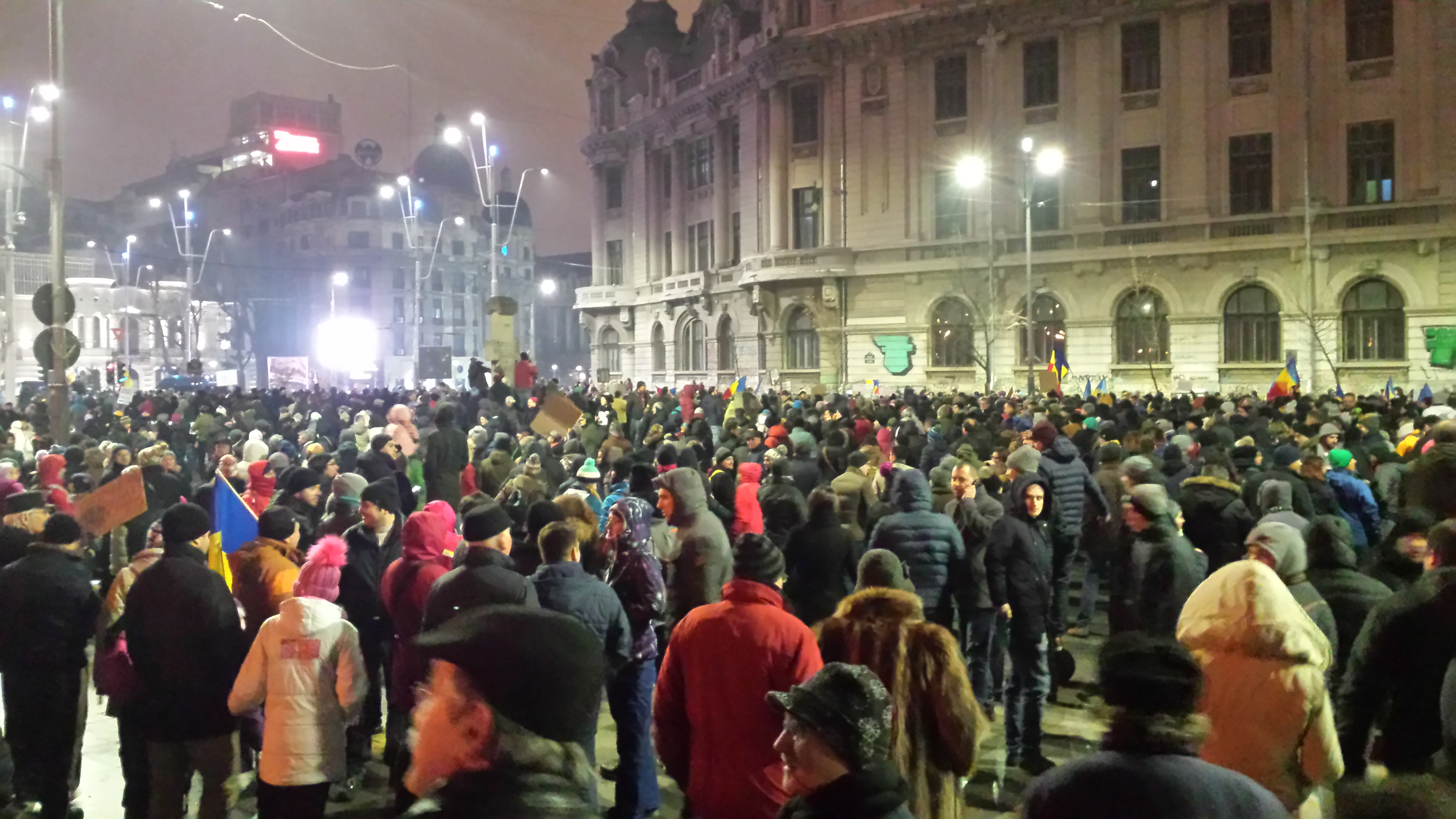
Demonstration in Bukarest am 29. Januar 2017

2017 kam es zu wochenlangen Protesten in Rumänien gegen die nach der Parlamentswahl 2016 gebildete Regierung Sorin Grindeanus. Sie waren der größte Massenprotest in der Geschichte Rumäniens. Im Zentrum der Proteste standen angestrebte Änderungen des Strafgesetzbuches und eine Gesetzesinitiative zur Begnadigung von Hunderten wegen Amtsmissbrauchs angeklagten Amtsträgern. Nach der Veröffentlichung der Verordnungen am 31. Januar fanden für 15 Tage in Folge in vielen Städten des Landes täglich Demonstrationen gegen die Regierung statt. Vorläufige Höhepunkte waren die Proteste vom 1. Februar mit landesweit etwa 450.000 Teilnehmern und die Proteste vom 5. Februar mit etwa 500.000 Teilnehmern allein in Bukarest. Der Senat sprach sich am 14. Februar einstimmig gegen die Verordnung aus. Auch das rumänische Parlament lehnte am 21. Februar das Dekret ab.
In der ersten Runde der Präsidentschaftswahl in Rumänien 2025 am 4. Mai 2025 erhielt der extrem rechte Euroskeptiker George Simion 40,96 Prozent der Wählerstimmen und der parteilose, bürgerlich-liberale Bukarester Bürgermeister Nicușor Dan nur 20,99 Prozent. Rumäniens Regierungschef Marcel Ciolacu trat nach dem Aus seines Kandidaten Crin Antonescu am 5. Mai 2025 zurück. Am 6. Mai 2025 wurde Cătălin Predoiu zu seinem kommissarischen Nachfolger ernannt. In der Stichwahl am 18. Mai 2025 setzte sich Nicușor Dan gegen George Simion durch. Im Juni 2025 wurde schließlich der vorherige Interimspräsident Ilie Bolojan zum Ministerpräsidenten gewählt.